# Paradoxa de Fermi

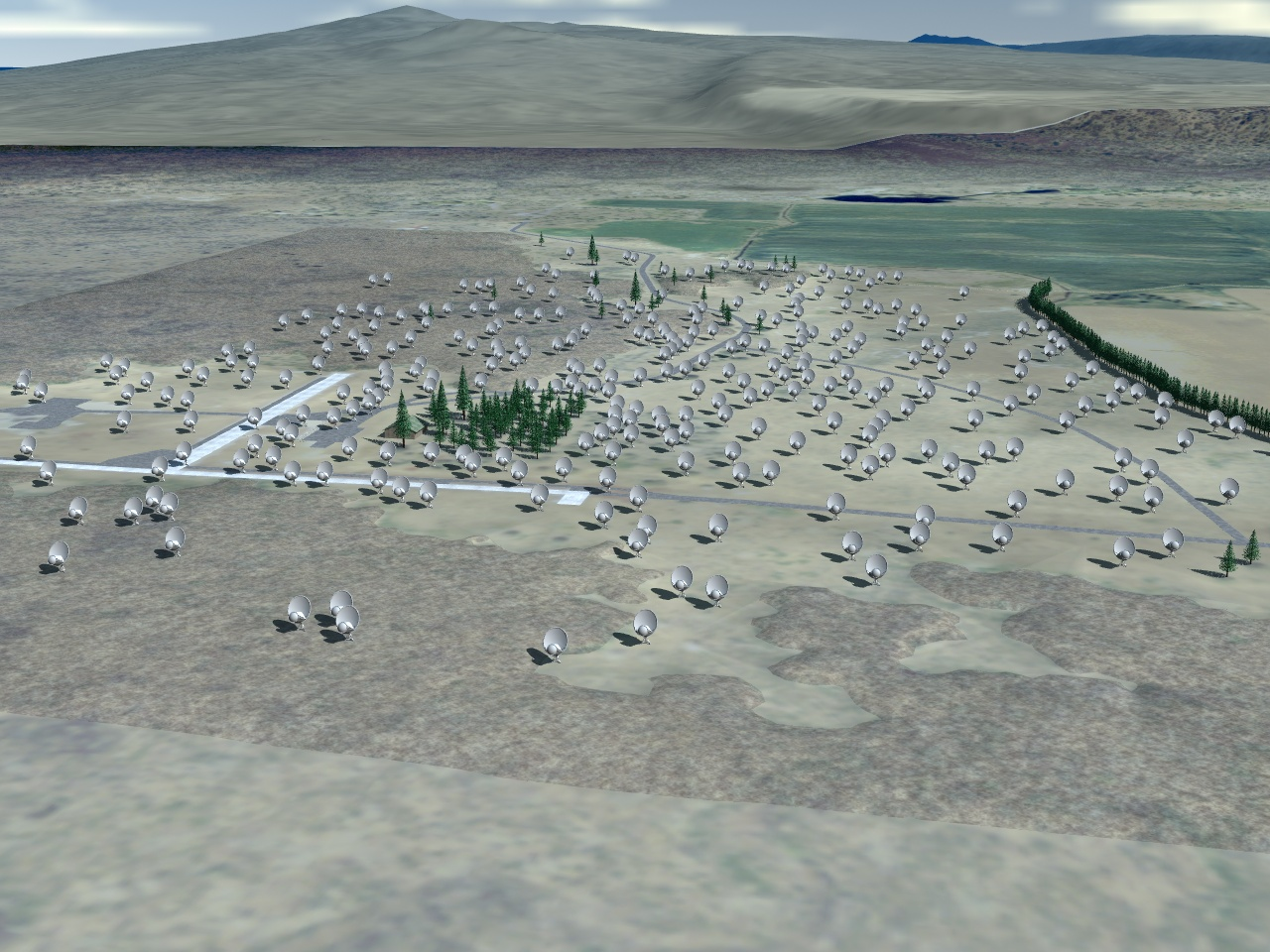
El radiotelescopi Allen Telescope Array és la font del programa SETI.

La paradoxa de Fermi és una paradoxa de la física que sorgeix de la contradicció entre la possibilitat que hagin aparegut un gran nombre de civilitzacions tecnològicament avançades a l'univers i el fet constatat que no ens n’ha arribat cap senyal i només es coneix civilització a la Terra.
L'edat de l'univers i el gran nombre d'estels només a la nostra galàxia, juntament amb l'equació de Drake per a estimar el nombre de civilitzacions extraterrestres amb les quals eventualment podríem posar-nos en contacte, semblen implicar que la vida extraterrestre intel·ligent no hauria de ser extremadament rara. Ara bé, si hi ha un gran nombre de civilitzacions extraterrestres, ¿per què no en tenim cap prova, com sondes, naus espacials o transmissions de ràdio? El físic Enrico Fermi es demanava “On són, doncs?”. La paradoxa es pot formular més precisament de la següent manera:
La creença que l'univers conté moltes civilitzacions tecnològicament avançades, combinada amb la nostra manca de proves observacionals per donar suport a aquesta idea, és inconsistent. O bé la premissa és incorrecta —i, per tant, la vida intel·ligent és molt més escassa que no creiem— o bé les observacions actuals són incompletes —simplement, encara no les hem detectades— o bé els nostres mètodes de recerca són incorrectes i no estem cercant els indicadors correctes.
Aquells que creuen que la manca d'una prova clara és un argument conclusiu per a la no-existència de civilitzacions extraterrestres avançades a una distància de la Terra que permeti la comunicació, es refereixen a aquesta manca de proves com el principi de Fermi. Sociològicament, és interessant de notar que la formulació de la paradoxa va sorgir en una època en què en Fermi estava treballant en el projecte Manhattan, la finalitat del qual era el desenvolupament de la bomba atòmica. La resposta de Fermi a la seva paradoxa és que tota civilització avançada desenvolupa, amb la seva tecnologia, el potencial d'exterminar-se si mateixa, tal com considerava que estava passant en la seva època. El fet de no trobar altres civilitzacions extraterrestres implicava per a ell un tràgic destí per a la humanitat.

Una representació gràfica del missatge d'Arecibo, primera temptativa humana de comunicar amb civilitzacions extraterrestres

## La història d'una consulta

### La discussió de l'estiu del 1950

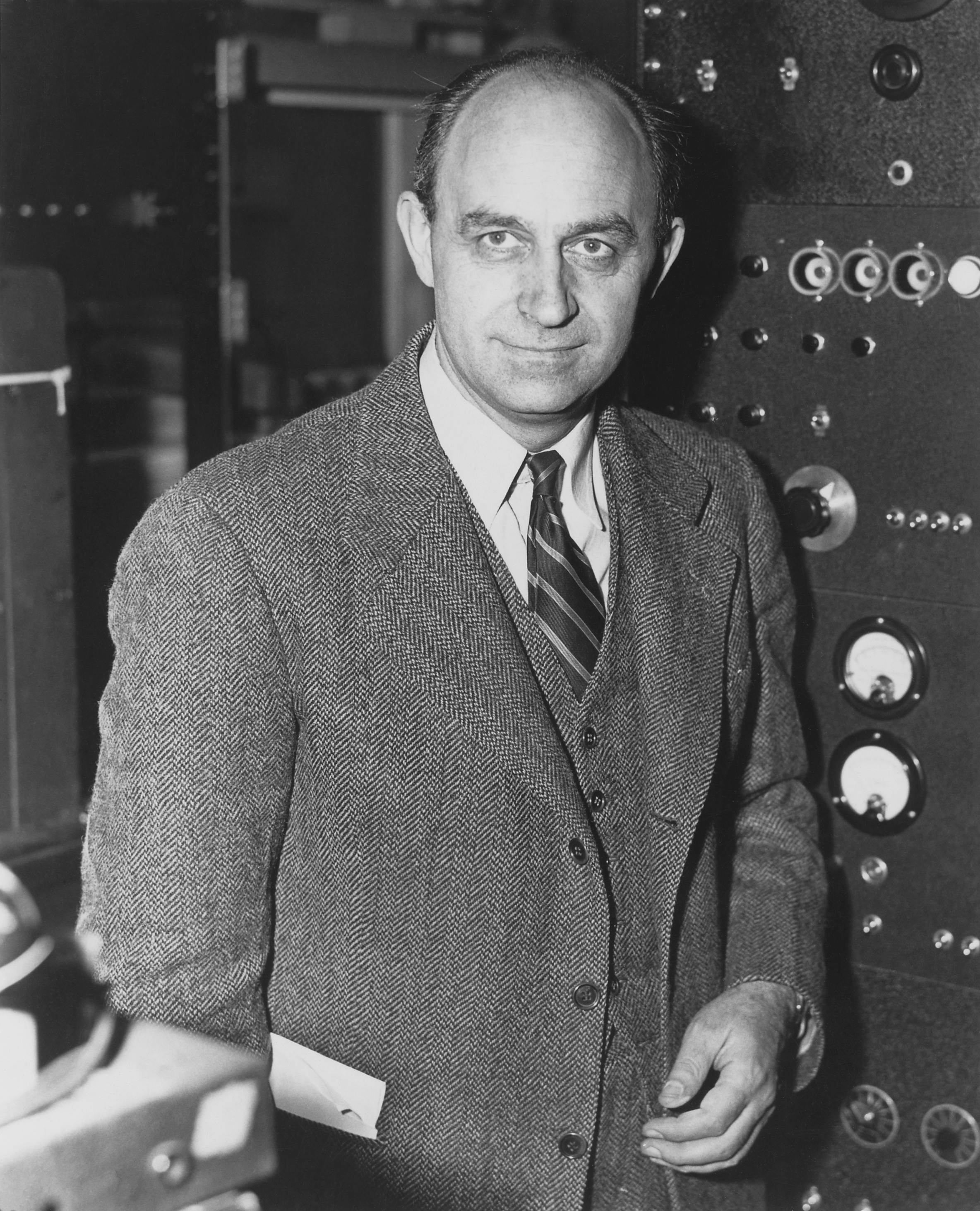
Enrico Fermi en la dècada de 1940

Just abans del començament de la Segona Guerra Mundial, Enrico Fermi va emigrar als Estats Units. El 2 de gener del 1939 es va instal·lar a Nova York amb la seva família. Va ser professor de la Universitat de Colúmbia amb el seu company Leó Szilárd. Els dos van treballar plegats per a la Universitat de Chicago per al desenvolupament d'una pila atòmica, el primer reactor nuclear. El 2 de desembre del 1942, s'assoleix la primera reacció en cadena controlada de fissió. En Fermi, després, va treballar al Laboratori Nacional Los Alamos fins a la fi de la Segona Guerra mundial, dins del projecte Manhattan. Més tard, va obtenir la ciutadania americana el 1945, en reconeixement del seu treball en la bomba atòmica.
«Som l'única civilització intel·ligent i tecnològicament avançada de l'univers?»
Aquesta és la qüestió que fa Fermi a l'estiu del 1950, a la cafeteria del laboratori nacional de Los Alamos, durant una conversa informal amb els seus tres companys. El curs de la discussió, però, varia d'acord amb els records de cada testimoni. Del bescanvi de paraules entre Fermi i tres dels seus companys, Edward Teller, Emil Konopinski i Herbert York, no n'hi ha registre escrit. Segons Carl Sagan, la conversació va ser apòcrifa, però la investigació de 1985 d'Eric M. Jones suggereix que va tenir lloc. El testimoni dels presents, així com els tres científics que van participar en el debat, però, constitueixen l'única font d'informació sobre aquest tema. Fermi no sembla pronunciar-se més respecte aquesta qüestió. Jones va recollir els antecedents d'aquest esdeveniment, contactant per correu amb els companys de Fermi, però també amb qualsevol persona que pogués haver estat present en aquell moment a Fuller Lodge, la cafeteria del personal on presumptament va tenir lloc la discussió. Hans Mark n'és el testimoni directe més fiable, encara que no participés en la conversa. Herbert York va certificar que va passar a l'estiu del 1950 (en qualsevol cas, després de la publicació del disseny d'Alan Dunn, el 20 de maig del 1950).

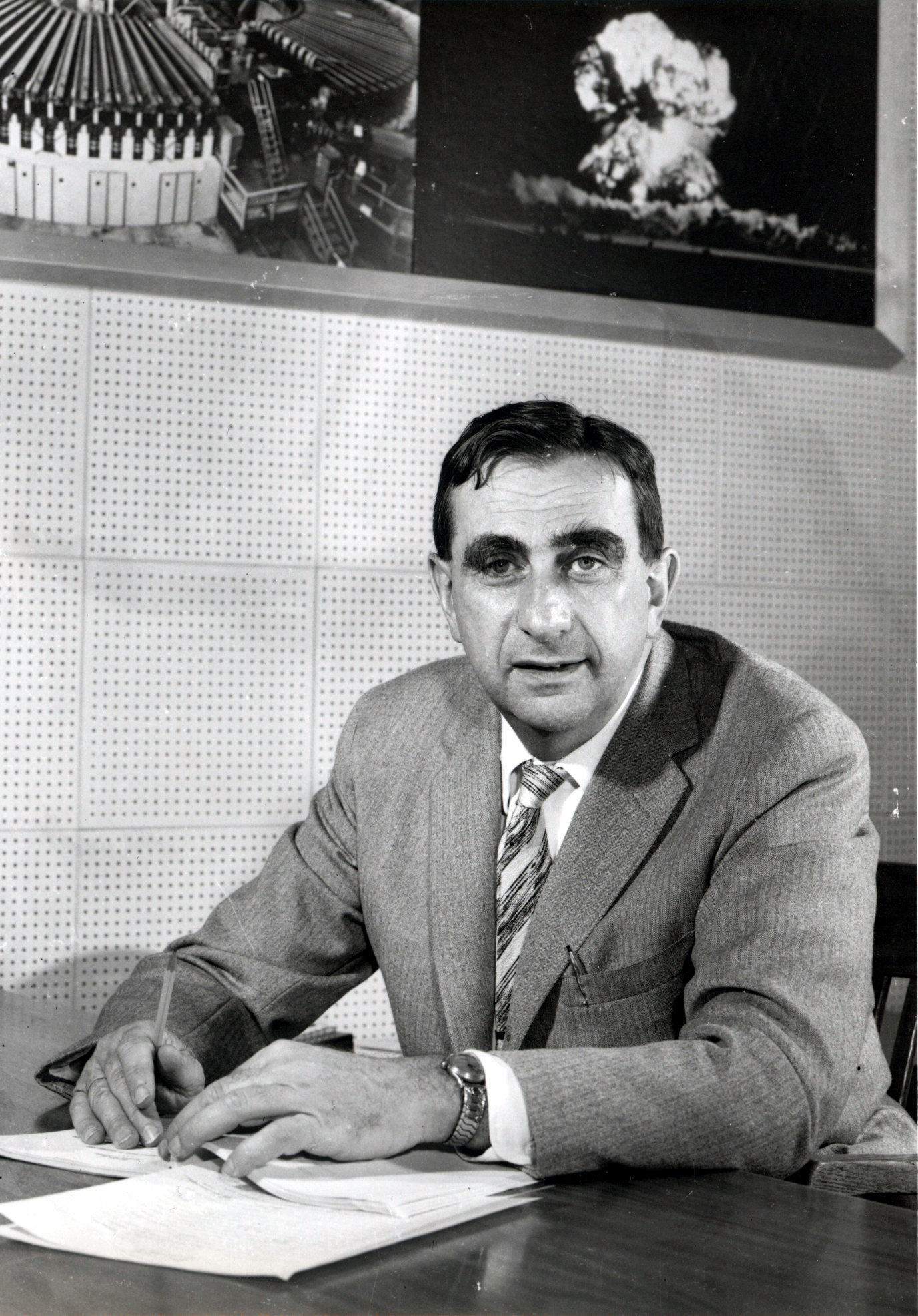
Edward Teller el 1958

Emil Konopinski, que es va posar en contacte amb Jones, recorda més clarament la discussió. Explica que cal recordar que la conversa tenia a veure amb la vida extraterrestre. El físic italià després diu, en una caricatura de l’il·lustrador Alan Dunn publicada a la revista The New Yorker el 20 de maig del 1950, per explicar els robatoris misteriosos de les escombraries de Nova York, que són els extraterrestres qui amb el seu platet volador tiben els contenidors del terra. Va continuar una discussió acalorada entre els companys de taula sobre la possibilitat de l'existència de vida extraterrestre, i la seva prova. Konopinski afegeix que és a partir d'aquest dibuix que la discussió es va tornar un tema més seriós.
La paradoxa diu que no se n'observa cap rastre, ni visual ni de ràdio. Fermi es va demanar: «si els extraterrestres existeixen, on són?». Konopinski recorda que la seva qüestió era més aviat: «Don't you ever wonder where everybody is?»  Segons ell, hi ha tres tipus de proves: la presència de sondes, de naus o de transmissions de ràdio.
Nogensmenys, mai no han estat detectades per la humanitat. D'acord amb el conferenciant Michael Michaud, el desenvolupament de Fermi és una primera versió informal de l'equació de Drake, que ho especifica només uns pocs anys després.

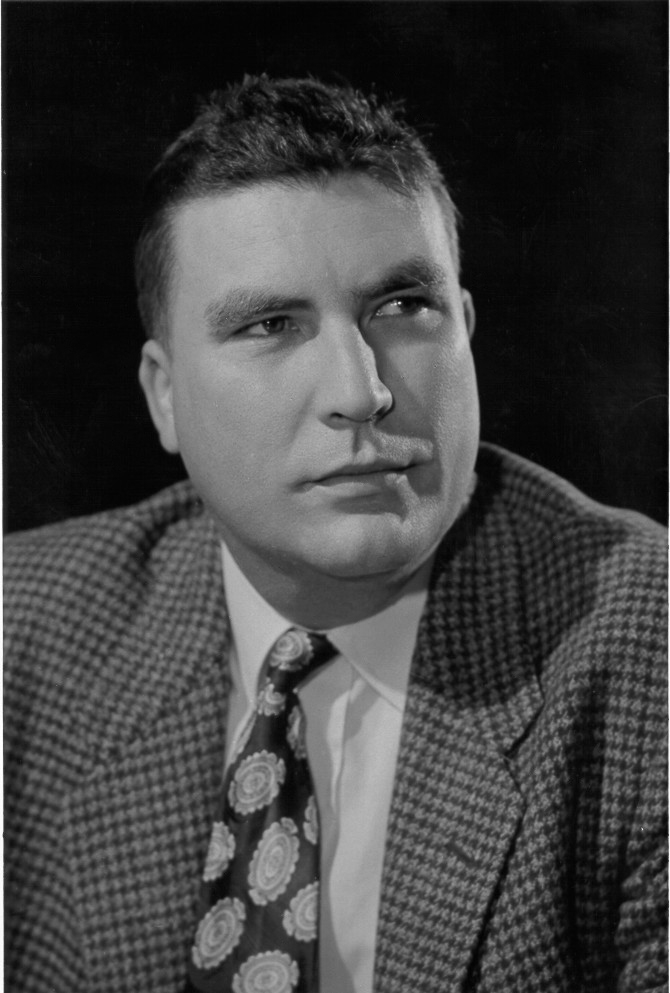
Herbert York el 1957

Però Edward Teller ho recorda menys clarament; recorda que la discussió va tenir lloc poc després del final de la guerra, durant una visita de Fermi al laboratori de Los Alamos, certament durant l'estiu. El científic no recorda el punt de partida de la discussió, però sap —d'acord amb Konopinski— que comença pel dibuix d'Alan Dunn. Teller, fins i tot, explica que la discussió no tenia res a veure amb la del començament de l'estudi de l'astronomia, però va ser en gran part molt objectiva. Després d'un breu debat, Fermi va arribar a proposar: «On és tothom?» «Where is everybody?». Tots els presents es van posar a riure, després es va passar al tema de la vida extraterrestre. Recorda amb certesa, però, que Fermi va abordar la qüestió de la vida extraterrestre, aportant xifres i estadístiques. Teller va dir que els assistents eren vuit persones, però, sense Konopinski i York, esmenten que n'eren quatre.

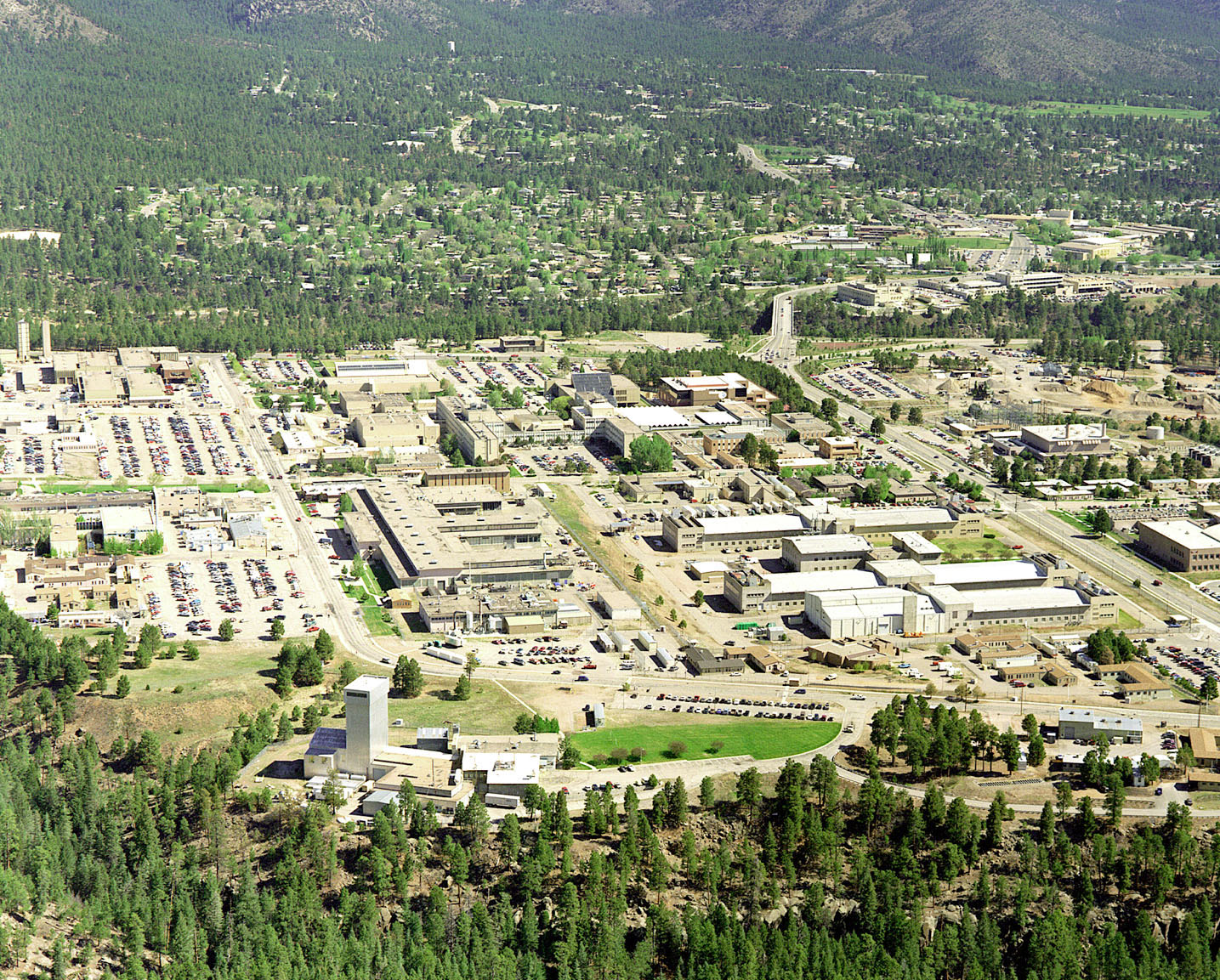
El laboratori de recerca de Los Alamos, el 1995

Per a Herbert York, el debat es va engegar a partir del disseny de Dunn, perquè Fermi va dur a terme el curs. El científic italià era, segons York, molt expansiu: va posar en marxa molts càlculs i probabilitats de tots els factors de la vida intel·ligent a l'univers. Fermi, així, va parlar de la probabilitat de planetes similars a la Terra, amb la gènesi de la vida, el temps de l'existència d'una civilització molt avançada, etc. Fermi examina el cas d'una civilització interessada en la conquesta de la galàxia —qualsevol que siguin els seus objectius—, i amb mitjans tècnics raonables, a l'abast de la civilització humana, controlant el temps, i especialment, el viatge interestel·lar i, fins i tot, a una velocitat molt inferior a la velocitat de la llum. Per tant, augmenta els axiomes de la paradoxa que porta el seu nom. També va imaginar que aquesta civilització podria colonitzar un nou planeta per transformar-lo en un nou punt de partida, cada cicle prenent centenars o milers d'anys, i per l'avanç de salts successius més endavant en l'espai d'unes poques desenes d'anys llum. Sabent que la Via Làctia és d'uns 50.000 anys llum de radi, una velocitat total per fer front a la colonització de l'1% de la velocitat de la llum és suficient per colonitzar-la completament durant diversos milions d'anys, la qual cosa és molt poc, comparat amb l'edat de la galàxia i el temps que li va prendre a la vida a la Terra per evolucionar a la civilització humana actual. Si les civilitzacions extraterrestres existeixen, la lògica seria que aquest fenomen ja s'hagués produït, i possiblement, fins i tot, diverses vegades. Després va saber que, tenint en compte tots aquests càlculs, la Terra ja hauria estat visitada fa molt temps, i diverses vegades, ja que és la base del que seria la paradoxa que porta el seu nom.

### El redescobriment: Sagan i Hart

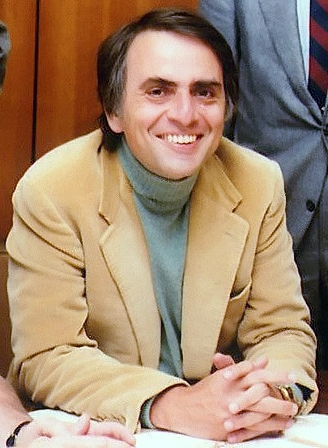
L'astrònom Carl Sagan

Aquesta pregunta i la conversa informal que sobrevé entre Fermi i Carl Sagan, el 1950, només s'esmenta el 1966 en un breu article. Es defensa la idea que una civilització més aviat antiga pot venir a colonitzar la galàxia sencera, malgrat la seva mida de 100.000 anys llum. La paradoxa de Fermi després cau en oblit. Ambdós autors ho van redescobrir l'any 1975. En la Quarterly Journal of the Royal Astronomical Society, l'astrofísic Michael H. Hart enumera els arguments de Fermi. Hi ha quatre categories de solucions possibles: les explicacions físiques, les explicacions sociològiques, les que són temporals, i finalment, les que neguen l'existència d'extraterrestres. Argumenta que el viatge interestel·lar fa possible que una civilització tecnològicament avançada i la seva migració puguin conquerir la galàxia en uns pocs milions d'anys. Aquest temps és petit en comparació amb l'edat de Via Làctia. Hart conclou que el fet que la Terra no hagi estat colonitzada vol dir que no hi ha cap extraterrestre. El mateix any, David Viewing formula explícitament la seva part de la paradoxa (vegeu els quatre descobriments de la paradoxa de Fermi) i respon de manera similar a la de Hart: les civilitzacions extraterrestres no existeixen; l'article és el primer a referir-se a Fermi i la seva pregunta.
Aquests dos articles es van fer ressò dins de la comunitat científica i és en aquesta ocasió que Carl Sagan va recordar qüestionar el físic conegut uns anys abans, batejant el problema amb el nom de «paradoxa de Fermi», el 1976. Per a l'astrònom George Abell, l'anàlisi de Hart, però, és un biaix cognitiu: argumenta que la va utilitzar per a imposar el seu punt de vista, sense prendre's la molèstia de calcular el nombre de possibles altres civilitzacions en la galàxia. Per a Giuseppe Cocconi i Philip Morrison, els arguments de Hart estan motivats per consideracions religioses destinades a fer de les persones els únics éssers. L'article de Hart, però, és el fonament de la paradoxa de Fermi i les solucions que es proposen en els anys posteriors, en la mesura que, segons Geoffrey Landis, la paradoxa s'hauria d'anomenar més precisament la «paradoxa de Fermi-Hart», ja que el físic italià va ser el primer a formular la pregunta, mentre que Hart ha proporcionat una anàlisi rigorosa en el seu article.

### Els debats al voltant de la paradoxa
Després del redescobriment de la paradoxa de Fermi per Sagan i Hart, una extensa literatura va créixer en el camp de l'astrofísica, de la xenobiologia, de l'estadística, però també de la filosofia i de la ciència-ficció. Una visió general de la literatura va ser duta a terme per T. B. Kuiper i G. D. Brin, el 1989.
Els astrònoms Thomas Kuiper i Mark Morris expliquen el 1977 si el viatge interestel·lar és possible, llavors hi ha una alternativa; conclouen: que les civilitzacions tecnològiques de llarga duració són rares; hi ha diverses civilitzacions i, per tant, la galàxia ja hauria d'estar explorada o colonitzada. Hi ha tres escenaris perquè la manca de contacte sigui probable: la Terra ha estat preservada per sempre, la tecnologia extraterrestre ha evolucionat fins al punt en què ja no requereix bases planetàries i finalment, la biologia terrestre és inconsistent o, fins i tot, hostil a aquestes formes de vida. Michael D. Papagiannis en Are We Alone, or Could They Be in the Asteroid Belt ? (1978) també afirma que els extraterrestres romanen ocults en el cinturó d'asteroides del sistema solar, sense interferir amb la nostra civilització.
En Michael Hart i l'astrònom Ben Zuckerman van organitzar el 1979 una conferència a la Universitat de Maryland titulada A Symposium on the Implications of Our Failure to Observe Extraterrestrials i després d'això, es conclou que el viatge interestel·lar és possible, encara que difícil de realitzar, i la colonització podria començar només en uns pocs milions d'anys. El físic Frank Tipler va avançar, el 1981, que encara que la civilització no pretén envair la galàxia, és sorprenent que no es llancés una sonda de von Neumann. Arriba a la conclusió que l'espècie humana és la més avançada de totes en el veïnatge del sistema solar (solució anomenada Tipler's Argument). El senador William Proxmire utilitza aquest argument en la dècada del 1980 en un intent per posar fi al programa SETI. L'argument avançat per Tipler, però, es contradiu amb Carl Sagan i William Newman el 1983.
En un article del 1983, es formula el Cosmic silence de Stanislas Lem el 1977. Glen David Brin anomena el resultat de la paradoxa de Fermi com a Great silence - gran silenci. Hi ha dos grups d'autors: aquells que creuen en l'existència de vida extraterrestre explicant solucions -Contact optimists-, i els que creuen que la Terra és única al món (partidaris de l'Uniqueness Hypothesis); junts formen el camp disciplinari de la xenologia. Ian MacLeod en New Light on the Drake Equation (2001) examina com l'equació de Drake va redefinir la paradoxa de Fermi, i com la literatura de la imaginació ha produït algunes solucions interessants. Where Is Everybody ? Fifty Solutions to the Fermi Paradox and the Problem of Extraterrestrial Life (2002) de Stephen Webb examina en detall les solucions proposades, i l'estat dels coneixements. Els exobiologistes Mat Coward en The Second Question (2001), Gerrit L. Verschuur en We Are Alone ! (1975) i Michael H. Hart en el seu article Atmospheric Evolution and an Analysis of the Drake Equation (1981) també examinen amb més detall la paradoxa.

## La paradoxa o el problema?

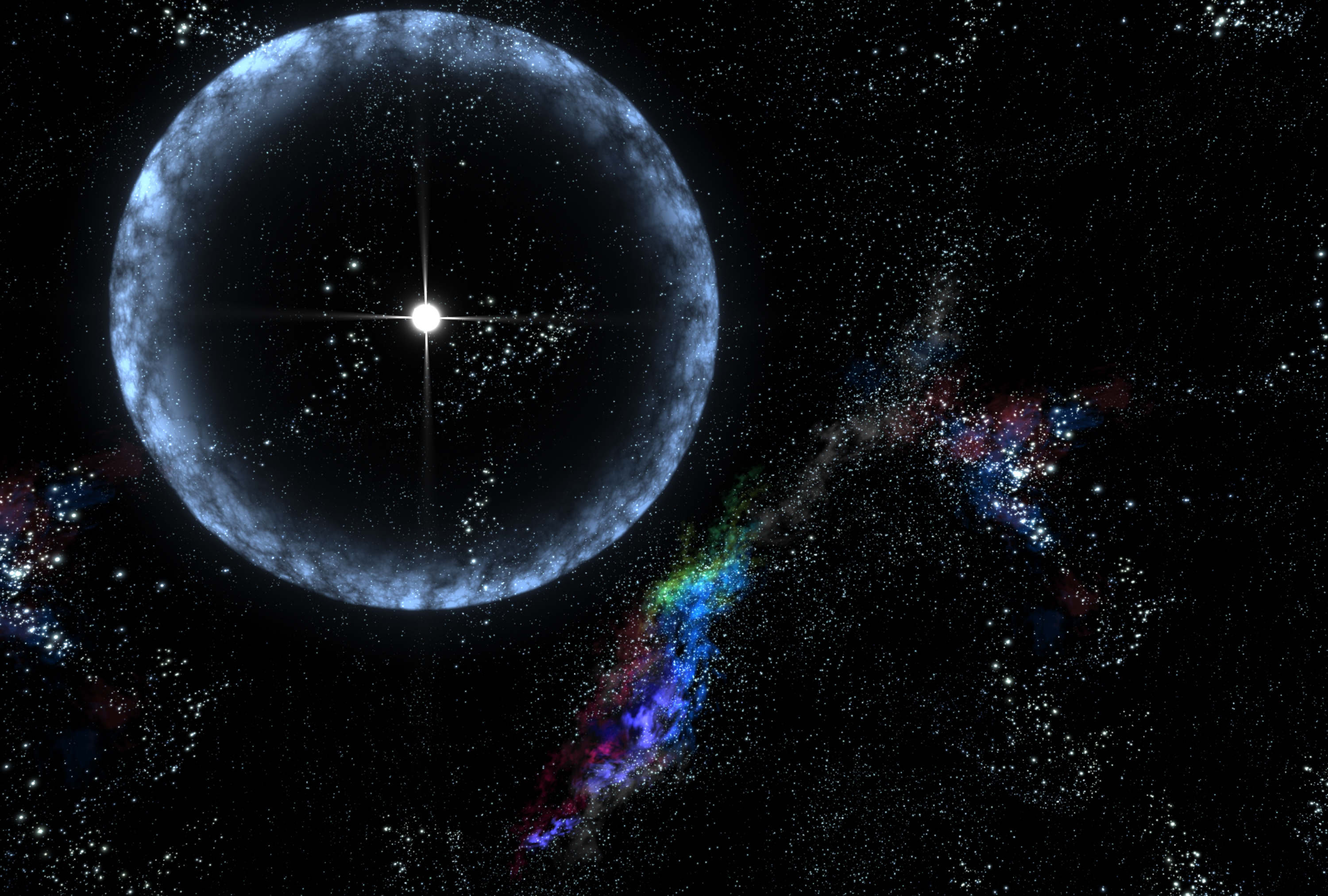
El sistema solar és únic en l'univers?

### Una paradoxa veritable
La paradoxa formulada el 1950 per Fermi es pot resumir, citada sovint en la literatura: «Where is everybody?». No obstant això, no seria una paradoxa real. Segons en John Mauldin, «una o l'altra, les premisses del dilema de Fermi estan en joc», de manera implícita, segons explica. El sociòleg i diplomàtic nord-americà Michael Michaud recorda que la paradoxa depèn d'observacions: una sola detecció d'una civilització extraterrestre i es col·lapsaria. Segons Stephen Webb, explica que la paradoxa de Fermi és un mecanisme que pot afectar la vida de tots els planetes de la galàxia, sense excepció. Si aquest mecanisme és capaç d'esterilitzar tot un planeta i, fins i tot, si la seva freqüència és invariable, en l'ordre d'un pocs milions d'anys, llavors, es resoldria.
Per a Pierre Lagrange, la pregunta real al cor de la paradoxa ha de ser: «S'hauria d'esperar per comunicar-se amb una civilització "per avançat" a la nostra durant milions d'anys?». Ell declarava que «només [els supòsits] que prenen seriosament la paradoxa de Fermi», conduirien a aconseguir «una espècie de límit al bell programa iniciat per Copèrnic com a malson de la metafísica». Per a Milan M. Cirkovic, la paradoxa de Fermi es presenta com la paradoxa d'Olbers, en el sentit que pot ser resolta per una simple explicació -la llum no té temps per equilibrar termodinàmicament les capes interestel·lars. Va suggerir que la paradoxa de Fermi pot ser, també, resolta d'una manera simple, en principi per l'edat finita de la població estel·lar -i el nombre hipotètic de civilitzacions extraterrestres que s'indueix-, i que correspon a la classe coneguda com el supòsit de la «Terra rara».

### Un problema a especificar

La paradoxa de Fermi pertany a les paradoxes convencionals?

Els escriptors ho veuen més com un problema que com una paradoxa. Segons els astrònoms russos I. Bezsudnov i A. Snarskii, el problema es basa en el principi que totes les civilitzacions es desenvolupen al llarg de la mateixa lògica i la mateixa constant, principi que ha estat deduït del mateix desenvolupament de la humanitat a la Terra. La paradoxa és, per tant, similar a un sil·logisme. Ivan Almar i Jill Tarter vinculen la debilitat lògica de la primera premissa: la paradoxa que els extraterrestres no són visibles, però la humanitat no té manera de dir la veritat. Poden ser presents al sistema solar sense qualsevol tècnica de mitjans que permeti detectar-los. El coordinador del projecte SETI Thomas McDonough recorda que, abans del descobriment del microscopi per Antoine van Leeuwenhoek, la humanitat no sospitava l'existència d'una vida invisible per a l'ull nu, que no dedueix una formulació paradoxal proporcionada.
Stephen Webb conclou que no hi ha indicis de la paradoxa de Fermi com a mitjà d'investigació inicialment orientada cap a la recerca d'una presència extraterrestre en el sistema solar. Els astrònoms russos L. M. Gindilis i G. M. Rudnitskii també conclouen que la paradoxa és obsoleta i és més una eina «astrosociològica» (astrosociological) destinada a estimular el debat i la investigació. Es va canviar el nom de la paradoxa de Fermi a Astrosociological Paradox (ASP). Segons l'enginyer Krafft Ehricke, la qüestió recau sobre les dades científiques, i la pregunta que s'hauria de reformular seria: «On són les estrelles tardanes de tipus F i on són les estrelles dels orígens de tipus G?».
Segons Pierre Lagrange, el problema de la paradoxa de Fermi «és que les solucions ideades pel fet que si els extraterrestres estaven a prop, automàticament s'haurien de veure. Això significa prendre seriosament els models d'escenaris de contacte de les sèries B dels anys cinquanta com El dia que la Terra es va aturar i oblidar que són dues molt bones raons per pensar el contrari. La primera dificultat "per veure" l'evolució de la ciència; la segona, la nostra capacitat d'entendre una forma d'intel·ligència profundament aliena a la nostra». No obstant això, aquest «argument de la visibilitat immediata dels extraterrestres propers» és la distorsió per «reduir el problema de trobar una manifestació de la intel·ligència amb l'observació predictible». Segons Lagrange, el comportament intel·ligent és difícil de predir, com es mostra per la història de l'antropologia o de les ciències. Per a Stephen Webb, un mètode inspirat pel sedàs d'Eratòstenes combina la navalla d'Occam i podria resoldre la paradoxa. Això es fa per avaluar la probabilitat de cada solució utilitzada (vuit, segons Webb). El resultat porta a anunciar que la humanitat està sola a la galàxia, i certament dins del cúmul galàctic local.

### La negació de la paradoxa
Robert A. Freitas, del Xenology Research Institute, considera que la paradoxa no és tema «d'invalidesa formal de la paradoxa de Fermi, que no pot ser expressada en una forma sil·logística aparentment acceptable». Si A és equivalent a l'existència d'extraterrestres, B tindria la seva presència al voltant de la Terra, i C que són visibles, la formulació és: «Si A, llavors probablement B, si B llavors probablement C, o C per tant no és B i A no hi són». Aquesta formulació és semàntica i sintàcticament invàlida perquè «probablement» és un operador lògic imperfecte i no mesurable pel càlcul. Segons Freitas, hauria de reformular-se com: «Si A llavors probablement B, si probablement B llavors és probablement C, o probablement C no hi és, llavors probablement B no hi és, en conseqüència A no hi és». La formulació és llavors vàlida semànticament, si i només si és possible dir que «probablement C no hi és» és cert. Però el valor de «probablement C no hi és» no està determinat per l'experiència, així que aquesta segona formulació és invàlida semànticament. D'això es desprèn que la paradoxa de Fermi no té valor probatori formal. Segons Freitas, la paradoxa de Fermi només té un nom; la lògica dels dibuixos animats va inventar la «paradoxa de lemming»: si la Terra estava buida de totes les espècies, excepte els lemmings, llavors els lemmings haurien d'estar a tot arreu. No obstant això, la Terra és plena d'altres espècies que competeixen i limiten el seu desenvolupament. Així que si no hi ha evidència de lemmings, és que la Terra és la llar d'una gran quantitat d'espècies lluitant pel control dels recursos.

### L'efecte mirall

La placa de la sonda Pioneer 10

La història de la humanitat és el model de totes les solucions a la paradoxa de Fermi. En efecte, els supòsits i escenaris s'implementen en l'antropomorfisme. Michael Michaud mostra que els extraterrestres són representats com humanoides, amb una anatomia i aparença similar a la dels humans, i una intel·ligència propera. D'acord amb ell, però, la probabilitat de trobar-se amb formes humanoides extraterrestres és molt baixa. De la mateixa manera, les intencions atribuïdes a ells -benèvols o malignes- caracteritzen un efecte mirall sistemàtic (systematic mirror image). Els principis de no-interferència i d'aïllacionisme retinguts en alguns escenaris revelen un mecanisme pel qual la humanitat projecta el seu propi mite. Els escenaris estan condicionats, per tant, en representacions humanes. Com mostra el sociòleg Pierre Lagrange, la gènesi del programa SETI, a la dècada del 1960 —seguint el treball seminal de Cocconi i Morrison—, reprodueix la idea que «la història de la civilització està en una escala que va de civilitzacions menys avançades que la nostra, com si tota civilització acaba necessàriament en curs (o hi passa). Això és no tenir en compte la noció de diversitat cultural i la innovació».
Hi ha altres hipòtesis a partir de dades científiques respecte a la humanitat, com els axiomes. Michael D. Papagiannis apunta el fet que les societats humanes es divideixen en dos grups: aquells que exploren i els que, en canvi, no tenen ambició d'expansió espacial. Segons ell, podria ser el mateix pel que fa a les civilitzacions extraterrestres, la hipòtesi que el segon grup es considera una de les poques solucions a la paradoxa de Fermi. Michael Huang estima que per cada proposta de solució a la paradoxa de Fermi, els autors pensen que l'evolució de la humanitat és a la vegada similar. L'analogia amb l'humà (Human Analogy) és utilitzada pels autors i permet, per tant, la lògica del desenvolupament biològic i de civilització. A partir d'aquest argument, Peter Schenkel mostra que la hipòtesi de l'autoextinció és poc probable.

## L'evolució

### El desenvolupament de la paradoxa

#### L'encreuament amb l'equació de Drake
L'equació teoritzada per l'astrònom Frank Drake el 1961 és sistemàticament en la literatura associada amb la paradoxa de Fermi. Stephen Webb considera que aquesta paradoxa, conjugada amb l'equació de Drake, permet prendre la conclusió que la civilització humana és, probablement, l'única a la galàxia. Assenyala, però, que aquesta conclusió depèn només dels valors baixos assignats a determinades variables en l'equació. Segons I. Bezsudnov i A. Snarskii, l'equació de Drake no produeix probabilitats sinó improbabilitats. Els autors consideren que, si conté molts factors, s'oblida de si encara es pot definir amb major precisió. Al BS-model (vegeu contribució a la simulació), que és proposat el 2010, s'espera que afegeixin factors ignorats inicialment per Drake.

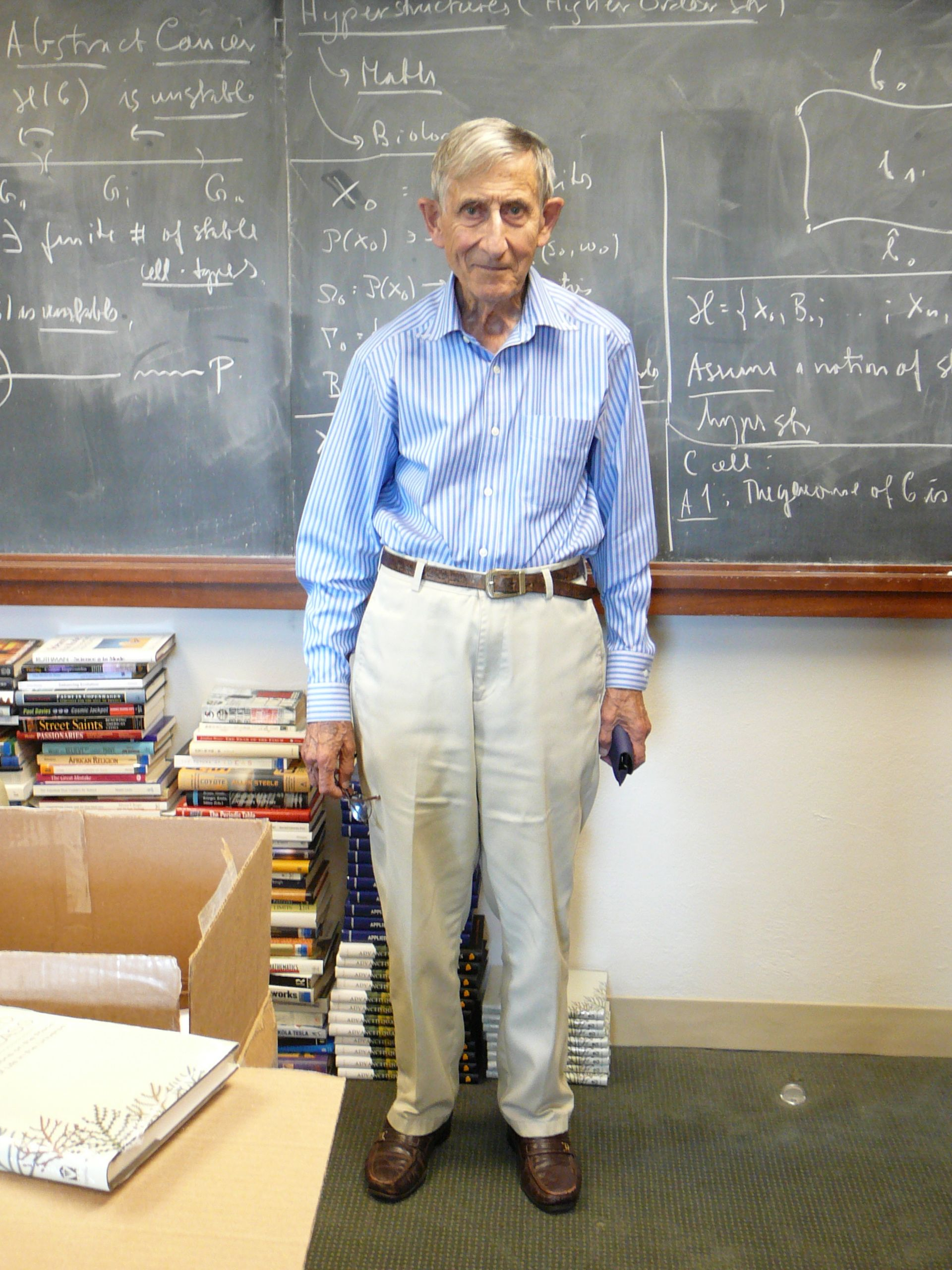
El físic i matemàtic Freeman Dyson en el 2007

Molts diaris han aclarit el càlcul iniciat per Drake, abans que l'estudi de Bezsudnov i Snarskii. Freeman Dyson, el primer -en Interstellar Transport, 1968-, per exemple, va afegir-hi un factor d'estimar el cost i el temps requerit per a un viatge espacial, que avalua en 200 anys per creuar quatre anys llum de distància. David Brin especifica el factor d'avaluar el nombre de llocs on la vida extraterrestre pot aparèixer espontàniament. Martyn J. Fogg considera que la civilització va aparèixer d'hora en la història de l'univers, ja que hauria d'haver completat la seva expansió a la galàxia abans de l'aparició, de la Terra, de la vida en els oceans; així que especifica el factor fl. Richard K. Obousy i Gerald Cleaver (The Fermi Paradox, Galactic Mass Extinctions and the Drake Equation, 2007) van afegir un factor en l'equació de Drake: si tenim en compte que la vida està en desenvolupament durant 10⁶ anys, llavors la probabilitat que un esdeveniment còsmic destructiu, com un esclat de raigs gamma (gamma-ray burst) o una hipernova, és alta. Tal esdeveniment es produeix, de fet, estadísticament, cada 200 milions d'anys. Segons els autors, totes les civilitzacions estan condemnades a ser destruïdes per aquestes catàstrofes còsmiques abans que tinguin l'oportunitat de diversificar-se.

#### La contribució d'estadística: elData Enrichment Principle
L'equació de Drake, encreuada amb els supòsits de la paradoxa de Fermi, ha estat el tema dels canvis estadístics amb la finalitat de millorar-ne la precisió. Claudio Maccone ha procurat que l'equació de Drake sigui una potent eina estadística per a l'estudi de possibles solucions a la paradoxa de Fermi. Va començar per assenyalar que l'equació ha oblidat moltes variables (com ara la probabilitat que d'un planeta viable sigui colpejat per un NEO). Per tant, suggereix augmentar el nombre de variables per refinar el càlcul, operació que ell anomena Data Enrichment Principle. Recalculant l'equació, condueix a un nombre del voltant de 4.590 civilitzacions potencials a la galàxia (contra 3.500 comptades per Drake). Aquesta eina també permet estimar la distància mitjana entre la Terra i una civilització extraterrestre, que està d'acord amb els seus càlculs entre 1309 i 3979 anys llum.
Maccone després es creua en la seva eina amb l'equació de Stephen H. Dole (1964), que permet calcular el nombre probable de planetes habitables per l'ésser humà en la galàxia (estima per aquest últim aproximadament 35 milions). Maccone condueix a més d'uns 300 milions de planetes habitables. La seva eina -finalment- permet estimar el temps necessari perquè la humanitat colonitzi la galàxia. Basat en el Coral Model of Galactic Colonization, elaborat per Jeffrey O. Bennett i G. Seth Shostak l'any 2007, creu que es necessiten dos milions d'anys perquè la humanitat s'estengui per tota la galàxia, a raó que el viatge fos a l'1% de la velocitat de la llum, i en un moment donat l'apropriació dels planetes viables de 1.000 anys (els planetes habitables estan separats els uns dels altres sobre 84 anys llum). Donada la longevitat de l'univers, Maccone arriba a la conclusió que la paradoxa de Fermi es resol pel model estadístic.

#### La contribució del medi ambient: la solució duradora

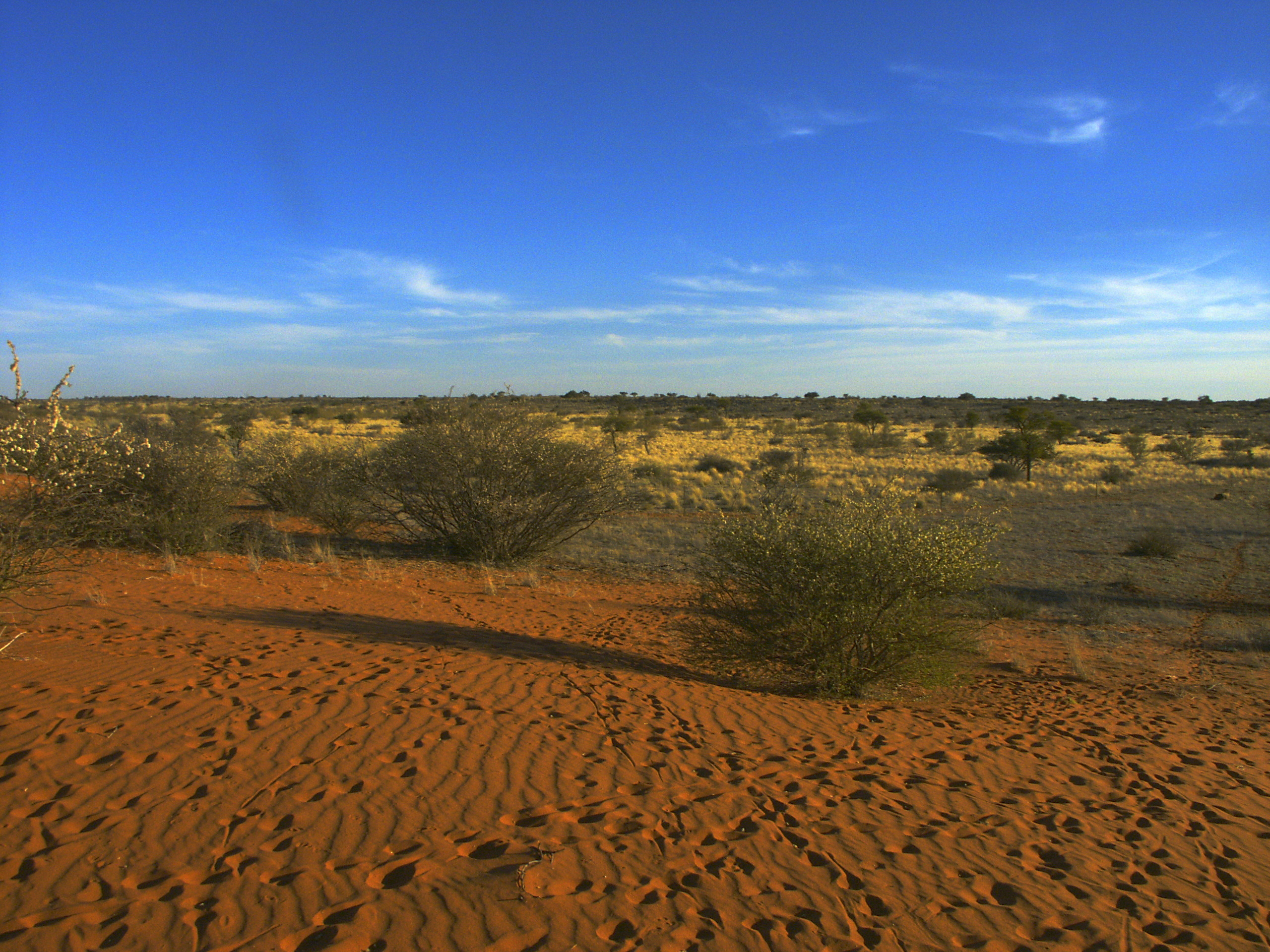
Com en la Terra, poden existir regions d'espai ocultes en l'observació

L'astrobiòleg Jacob D. Haqq-Misra i el geògraf Seth D. Baum mostren que la paradoxa de Fermi es basa en l'observació de l'expansió humana on no hi ha cultures expansives -com ara Kung San del desert del Kalahari. Segons ells, la solució durable podrà sol·licitar a la paradoxa de Fermi, seguint la idea que l'absència d'observacions extraterrestres pot explicar-se per la possibilitat que el creixement exponencial d'una civilització no és un model de desenvolupament sostenible (sustainable). L'exploració de l'espai és, de fet, relacionat amb el creixement de la població, el seu impacte mediambiental i esgotament de recursos. El creixement insostenible no significa necessàriament l'extinció d'una espècie. Jacob D. Haqq-Misra i Seth D. Baum recorden la història de l'Illa de Pasqua, que mostra, en efecte, que la destrucció ambiental pot posar fre al desenvolupament d'una cultura, però no la fa desaparèixer -aquesta és la síndrome de l'illa de Pasqua. Pren la premissa Sagan: des de la longevitat de l'univers, que s'ha de transmetre amb civilitzacions extraterrestres en l'espai. No obstant això, el seu creixement insostenible sens dubte ha limitat l'expansió, de manera que no n'hi ha rastre. Els mons extraterrestres estan limitats a les regions aïllades que romanen ocultes —això s'anomena solució de la hipòtesi de la persistència, persistence hypothesis—, de la mateixa manera que a la Terra hi ha encara àrees inexplorades on les tribus poden viure sense contacte amb la "civilització". Arriben a la conclusió que les civilitzacions extraterrestres exponencialment expansives no poden existir.

#### La contribució evolutiva
La teoria de l'evolució s'utilitza per a identificar o provar la paradoxa de Fermi i els seus diversos escenaris. Segons Adrian Kent, si una civilització extraterrestre és capaç de viatjar a escales interestel·lars, i s'ha desenvolupat en molts llocs, la selecció evolutiva n'accelera l'extinció. Kent considera, a més, que aquestes civilitzacions intel·ligents deliberadament neguen contactes o per mantenir la disponibilitat de recursos, o per por a la guerra. Milan M. Cirkovic diu que l'evolució de la vida a la Terra va aparèixer en altres mons en la galàxia; sens dubte, hi ha un període significatiu, de l'ordre de milers de milions d'anys. Sobre la base en l'escenari de la nova ciència-ficció titulada Permanence de Karl Schroeder, i tenint en compte que l'única solució a la paradoxa de Fermi és la que ofereix un equilibri entre aquests efectes catastròfics i gradualistes de l'evolució, que condueix a una espècie d'equilibri puntuat a escala galàctica, Cirkovic suggereix que l'adaptacionisme no condueix necessàriament a la intel·ligència avançada.
Segons Conway Morris -Life's Solution, 2004-, l'evolució és convergent (hipòtesi del desenvolupament): així com en tots els planetes de la galàxia. Després de diversos milions d'anys, les formes de vida intel·ligent haurien d'aparèixer. L'evolució en l'univers es comporta com els gens d'un organisme: l'evolució els empeny a adaptar-se més i més al medi ambient. Morris, però, nega les teories de Darwin i Gould i vol demostrar la seva hipòtesi que hi ha un rerefons religiós còsmic.

#### La contribució de la simulació

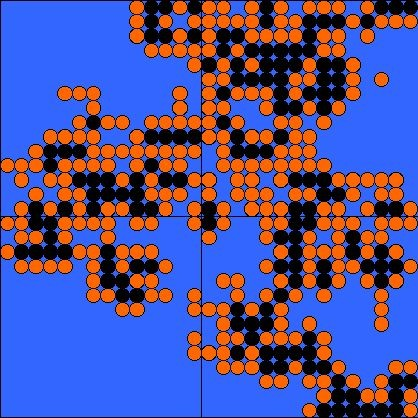
Un model de colonització de la galàxia segons la teoria de la percolació

Els astrònoms russos I. Bezsudnov i A. Snarskii proposen resoldre la paradoxa de Fermi utilitzant la tecnologia dels autòmats cel·lulars. La seva simulació, anomenada Bonus Stimulated model (BS-model), combina la probabilitat que apareix, en una civilització, la vida i la longevitat del temps específic que se'n pot esperar per obtenir posant-se en contacte amb altres civilitzacions (la «bonificació de temps»). El contacte amb les civilitzacions en desenvolupament, en efecte, augmenta la vida d'una bonificació cada vegada que s'assenyala «Tb». L'efecte és acumulatiu i proporcional al nombre de civilitzacions en contacte les unes amb les altres, i per cadascuna de les iteraccions -en cada contacte, la civilització canvia de mida amb una nova capa de cèl·lules a cada costat. Diversos escenaris apareixen en funció dels valors assignats a cada factor: un estat de divisió (split), un estat civilitzat (civilized) i un estat de transició. El model demostra que l'univers té més temps d'existència, la probabilitat d'afegir civilitzacions és fort. Per respondre a la paradoxa de Fermi, els autors expliquen que cal esperar que l'univers hagi assolit l'estat d'equilibri (estat de transició) i, per tant, l'esperança de conèixer una o més altres civilitzacions és cada vegada més clara –el factor decisiu és la distància entre les civilitzacions. Finalment, la vida d'altres mons augmenta en el temps fent que sigui important que podem considerar la possibilitat d'una civilització que abasti pràcticament tot l'univers.
Geoffrey Landis, en un article del 1998, utilitza la teoria de la filtració per explicar que la colonització de l'espai sigui possible, i proporcionar una possible solució a la paradoxa de Fermi. En el seu model, la norma de percolació estableix que una cultura pot ser un factor de colonització o no. Una civilització que té un factor de colonització a establir colònies en totes les estrelles. Si no té estrelles en el seu radi d'emancipació, la civilització no pot ser dispersada en l'espai i després se sotmet a un col·lapse o degradació. Per tant, qualsevol colònia donada té una probabilitat «P» que posteriorment desenvoluparia una civilització colonitzadora, i una probabilitat «1–P» de desenvolupament d'una civilització no colonitzadora. Per a Landis, el model és rellevant a la quantitat en falta de variables que queden per precisar.

### Els avenços científics recents
Segons Milan M. Cirkovic, molts descobriments científics i els avenços en el coneixement de l'univers han aclarit alguns punts de la paradoxa de Fermi. La detecció d'exoplanetes, des del 1995, ha portat a repensar la noció d'habitabilitat i va confirmar que la formació de sistemes solars és comuna, fins i tot banal. El coneixement de la composició química i la dinàmica de la galàxia, i en particular la seva zona habitable, suggereixen que hi ha molts planetes viables majors que la Terra. La confirmació que la vida va sorgir ràpidament a la Terra, el descobriment d'espècies d'extremòfils i la millora del procés de la biogènesi, suggereix que la regla de la vida és més diversa i present en la galàxia del que s'esperava. El canvi tecnològic constant humà -la llei de Moore principalment- suggereix que la civilització segueix aquest enfocament. Milan M. Cirkovic, no obstant això, considera que aquests descobriments i avenços han complicat la paradoxa de Fermi, que es presenta ara com un trencaclosques.

## La paradoxa abans de Fermi

### El desenvolupament del tema de la vida extraterrestre
Carl Sagan proporciona una visió general dels autors que van pensar que la possibilitat de vida extraterrestre en Cosmic Connection (1975): Lucien de Samosate, Cyrano de Bergerac, Fontenelle, Swedenborg, Kant o l'astrònom Kepler van imaginar que els planetes estaven habitats -aquesta és la qüestió de la «pluralitat dels mons». Al segle i aC, Lucreci, en De natura rerum (v. -75/-76), esmenta la possible existència dels extraterrestres: 
«Si la mateixa força, sent la mateixa natura per tal de recollir tots aquests llocs en el mateix ordre en què han estat recopilats en el nostre món, s'hauria d'admetre que no n'hi ha en altres parts de l'espai que no siguin les nostres espècies diferents dels humans, i altres espècies primitives». El 1584, en El banquet de cendres, Giordano Bruno també esmenta els possibles habitants d'altres mons: «[…] aquests mons són tots els animals amb intel·ligència que contenen un gran nombre de persones simples i compostes, amb una vida vegetativa o mental, com els que veiem viure i créixer en la part posterior del nostre propi món». Posteriorment, les observacions de Mart i els seus canals, per Giovanni Schiaparelli i llavors per Percival Lowell, van marcar l'inici de l'entusiasme popular per la vida extraterrestre. No obstant això, després del final de la Segona Guerra mundial, els mitjans tècnics per tenir èxit i la recerca d'intel·ligència extraterrestre van ser un problema científic que van donar lloc, en la dècada del 1970, a l'exobiologia. Sagan explica que la vida extraterrestre és, llavors, «una idea temporal en un moment donat».

### Els quatre descobriments de la paradoxa de Fermi
Segons Stephen Webb, la paradoxa de Fermi s'han retrobat quatre vegades: per Tsiolkovski, Fermi, Viewing i Hart. No obstant això, altres persones també han formulat: «On estan?». Charles Fort evoca el 1919 en el Llibre dels condemnats «un gran misteri»: «perquè no són aquí?» Segons ell, la humanitat seria de la seva propietat. La Terra abans era un planeta sense persones, zona de conflicte entre civilitzacions extraterrestres. Un presumpte "acord" hauria atorgat a la Terra una zona neutral, la possessió actual d'un poder galàctic. Isaac Asimov, en la secció de l'article de Sagan, ho esmenta en el seu assaig Our Lonely Planet del novembre del 1958 publicat en l'Astounding.
Per a Michael Michaud, el rus Konstantín Tsiolkovski, pare i teòric de l'astronàutica moderna, ha qüestionat la presència d'extraterrestres, i la manca de proves de la seva existència, abans que Fermi. El 1934, se suggereix en el seu assaig There are also Planets Around Other Suns que les civilitzacions extraterrestres serien certament sàvies i més grans que la nostra, sens dubte, però si es neguen a interferir en la nostra història, no ens portarien a la destrucció. Una reunió podria ocórrer quan la humanitat fos més avançada tecnològicament i espiritual. L'astrònom John A. Ball en el The Zoo Hypothesis (1973), va repetir la tesi de Tsiolkovski: suggereix que la Terra pot ser una mena d'espai natural protegit per les potències extraterrestres que es neguen a entrar-hi.
Fermi llavors va formular la seva paradoxa, tot i que la seva declaració mai va ser escrita. El 1975, l'enginyer anglès David Viewing explícitament va formular el dilema: «Aquesta, per tant, és la paradoxa: tota la nostra lògica, tot el nostre antiisocentrisme, ens assegura que no som únics, que han de ser-hi. I, no obstant això, no els veiem». Va ser el primer a referir-se a la paradoxa de Fermi, segons Webb. Al mateix any, Michael Hart va publicar un article en què analitza quatre possibles solucions a la paradoxa de Fermi (vegeu En la ficció); arriba a la conclusió que la humanitat és l'única civilització intel·ligent a la galàxia.

## Els principals supòsits

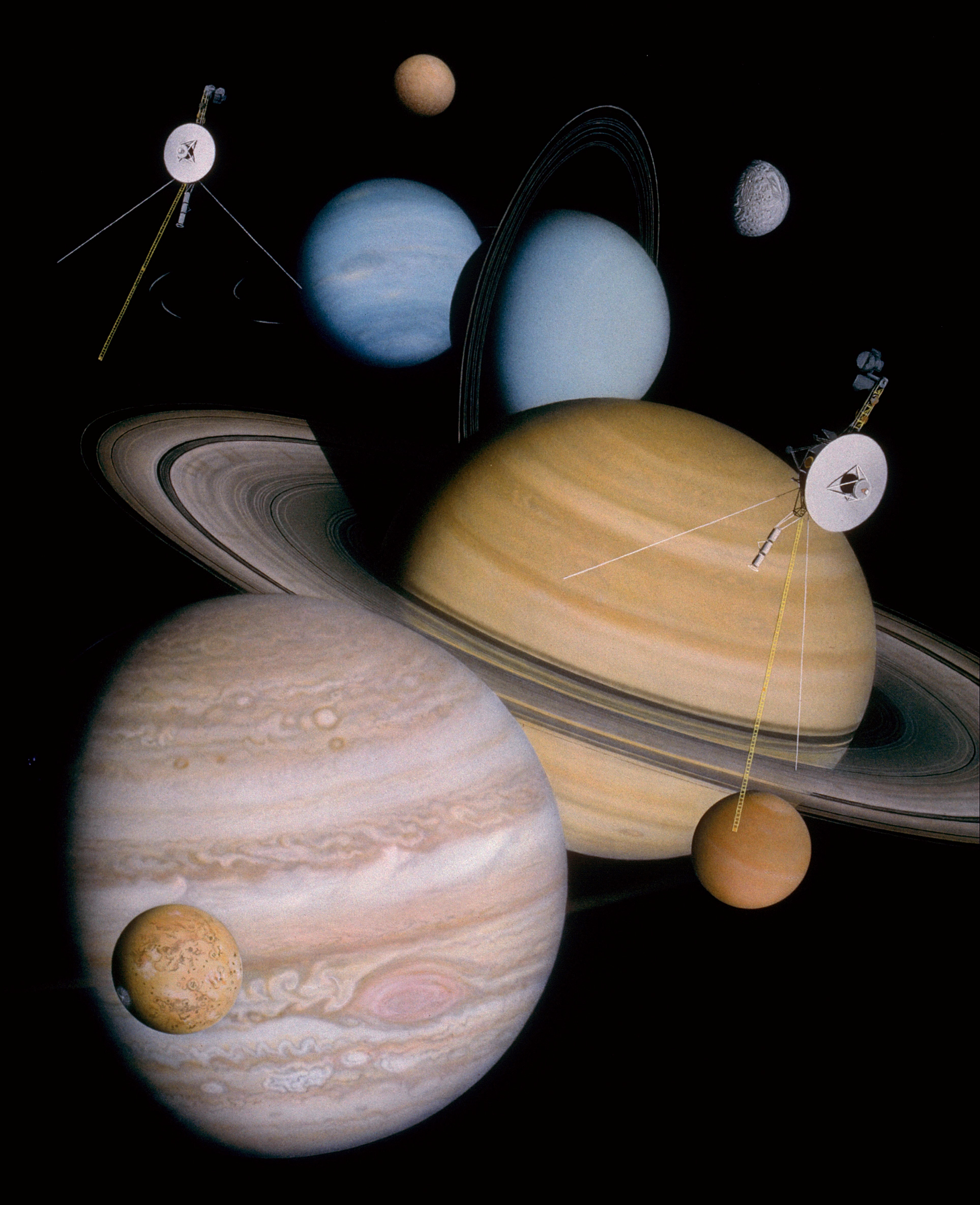
Tot i l'exploració del sistema solar per les sondes utilitzades fins ara, no s'hi han trobat signes de vida

### Les valoracions
Hi ha diverses hipòtesis per a la resolució de la paradoxa de Fermi. Com recorda Geoffrey Landis, les solucions són les més pessimistes —paràfrasis per respondre: «no hi ha civilitzacions extraterrestres»— i no les més optimistes, inclosa la realitzada per Carl Sagan des del 1962, sobre que els extraterrestres ja estan en el sistema solar. Aquests supòsits contenen que la vida extraterrestre proporciona molta explicació, que va des de la pèrdua a causa dels canvis tecnològics (technological collapse) o esgotament de recursos, que van decidir no colonitzar l'espai o per no expandir-se i, finalment, no entrar en contacte amb la humanitat. El principal factor que encara hi ha és el temps: la paradoxa de Fermi és de fet més propensa a ser resolta si l'esperança de vida mitjana d'una civilització és llarga. Segons la fórmula de Freeman Dyson, «les distàncies interestel·lars no són una barrera per a les espècies que tenen milions d'anys d'evolució».
Segons Seth D. Baum, Jacob D. Haqq-Misra i Shawn D. Domagal-Goldman, també es pot classificar les possibles solucions a la paradoxa que el comportament de prejutjar les civilitzacions extraterrestres poden adoptar envers la humanitat. Hi ha tres possibles comportaments: afable, neutral o bel·ligerant. David Brin identifica 24 solucions en el seu article del 1985. El 1986, es refina la seva classificació en funció de cada factor en l'equació de Drake per identificar possibles solucions, mentre que Milan M. Cirkovic distingeix tres respostes diferents: els supòsits catastrofistes, els supòsits de la Terra rara i les hipòtesis solipsistes. Stephen Webb enumera 50 possibles solucions en el seu llibre Where Is Everybody? (2002), classificats en tres categories pràctiques: «Són aquí» (They Are Here), «Existeixen, però no s'han presentat encara» (They Exist But Have Not Yet Communicated) i «No existeixen» (They Do Not Exist). Assenyala que la primera categoria és la més debatuda i la més popular també.

### Les civilitzacions extraterrestres no existeixen
Stephen Webb remarca 19 solucions a la possible resposta a la paradoxa de Fermi. Argumenta que la recerca de senyals extraterrestres de les dècades del 1960 al 2010, com també assenyala l'espai profund que s'escolta en el sistema solar, no van detectar res i aquest fet per si sol demostra que altres mons no existeixen. Aquesta classe de solucions, composta per cinc grups d'hipòtesis, no poden imaginar que les cultures extraterrestres poden haver existit i haguessin desaparegut, ja que se suposa que l'única vida intel·ligent és la que va aparèixer a la Terra (aquesta és la «hipòtesi de la Terra rara»).

#### La Terra és única

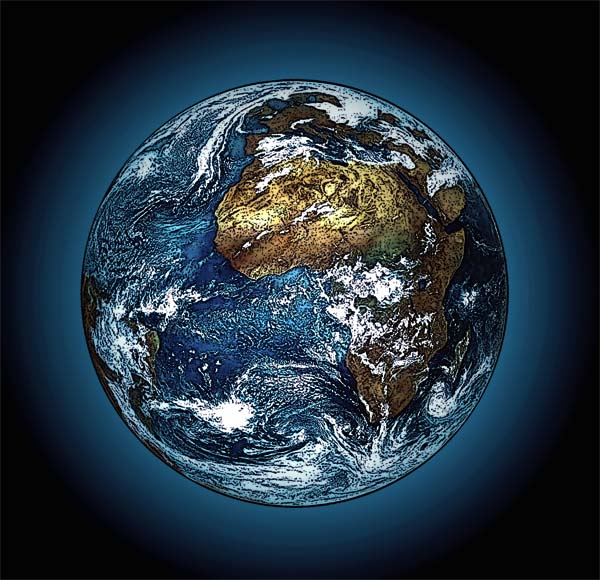
La Terra, és un planeta únic en l'univers?

La civilització de la Terra pot ser el resultat d'una combinació de fenòmens únics o rars en tota la galàxia. Els sistemes planetaris són rars perquè, per exemple, no hi ha proves -incloses les comunicacions- que els discs protoplanetaris siguin gaire estesos i donen naixement a planetes habitables. La humanitat és, potser, la civilització que va sorgir per primera vegada en la història de l'univers per al seu sistema planetari i és la primera que ha forjat els elements essencials per a la vida. Si els planetes tel·lúrics són estranys, és possible resoldre la paradoxa de Fermi. Les qüestions científiques pendents internes, com la formació de còndrules dels asteroides, suposaven un problema per a les teories actuals. Segons els astrònoms Brian McBreen i Lorraine Hanlon, els raigs gamma contribueixen a l'existència de les còndrules, o la radiació s'hi relaciona amb un estel per 1.000. D'altra banda, la Terra és possiblement l'únic planeta amb proporció de metall en el seu subsòl. La civilització no tindria accés per poder desenvolupar la tecnologia per comunicar-se i estendre's per la galàxia.
També és possible que les zones d'habitabilitat contínues (continuously habitable zone, CHZ) dins d'un sistema planetari siguin remotes i/o de curta durada. John Hart va establir un model que demostra que el CHZ del sistema solar està situat entre 0,958 i 1,004 unitats astronòmiques. Seria, de mitjana, propiciar el sorgiment de la vida en mil milions d'anys, segons ell. Altres científics, com James Kastings, que han revisat aquestes xifres, estableixen que la vida de la CHZ del nostre sistema solar es pot avaluar en 4-6 miliards d'anys, i que la seva distància és de 0,95 a 1,15 unitats astronòmiques. Si no és així, la zona habitable galàctica (galactic habitable zone, GHZ), que conté el 20% de les estrelles de la Via Làctia, és una altra condició essencial per a limitar l'aparició de la vida. Finalment, la Lluna explica l'exclusivitat de la Terra. La seva estabilització obliqua —angle d'inclinació de l'eix de rotació respecte al Sol, de 23,5° actualment—, per promoure la vida «avançada» al planeta blau.

#### El medi ambient de la Terra és únic
Des del descobriment d'exoplanetes l'any 1995, sembla que els planetes gasosos massius com Júpiter tenen un paper important en la formació dels planetes més petits que podrien contenir vida. No obstant això, és possible que els gegants gasosos com Júpiter siguin poc comuns en la galàxia, i s'estableix que redueixen o anul·len qualsevol possibilitat que la vida intel·ligent hagi aparegut en una altra part que a la Terra. El paper del gegant de gas seria doble: en primer lloc, absorbiria els NEO perjudicials de la Terra, que actuen com un escut gravitatori i, en segon lloc, hauria contribuït a estimular la vida microbiana en el començament del planeta blau. Segons el físic John G. Cramer, la presència de Júpiter en contacte amb el cinturó d'asteroides causa una ressonància d'alguns objectes que l'envolten, que després tenen una alta probabilitat d'assolir la Terra. Si els NEO poden causar l'extinció —com probablement va acabar amb els dinosaures—, també tenen un paper estimulant en l'evolució de les espècies. Segons Cramer, aquest mecanisme accionat per Júpiter s'assembla a una «bomba de l'evolució» (pump of evolution). La seva freqüència de 20 a 30 milions d'anys (de mitjana) explica les extincions en massa, i es renova la biosfera, cada vegada.
No obstant això, la paradoxa de Fermi pot ser resolta pel fet que la galàxia és un lloc perillós: els objectes perillosos a la vida són nombrosos i els seus efectes són importants. Els forats negres, estrelles de neutrons o nuclis de blàzars poden explicar que les civilitzacions extraterrestres no podrien aparèixer en altres parts de la Via Làctia. Les supernoves són una solució citada sovint en la literatura, en la mesura que una explosió estel·lar de tipus I o II dins d'un radi de 30 anys llum hauria destruït tota la vida a la superfície d'un planeta habitable. D'acord amb John Cramer, el seu paper no és tan dolent: les supernoves també poden fer el paper de «bomba de l'evolució». Tots els models actuals, però, mostren que la freqüència mitjana de supernoves (cada 100 milions d'anys, dins d'un radi de 30 anys llum) és una explicació satisfactòria del «gran silenci». Per a James Annis, els esclats de raigs gamma van ser més nombrosos en el passat de l'univers; podrien destruir civilitzacions llavors en vies de desenvolupament.

#### L'aparició de la vida és remota

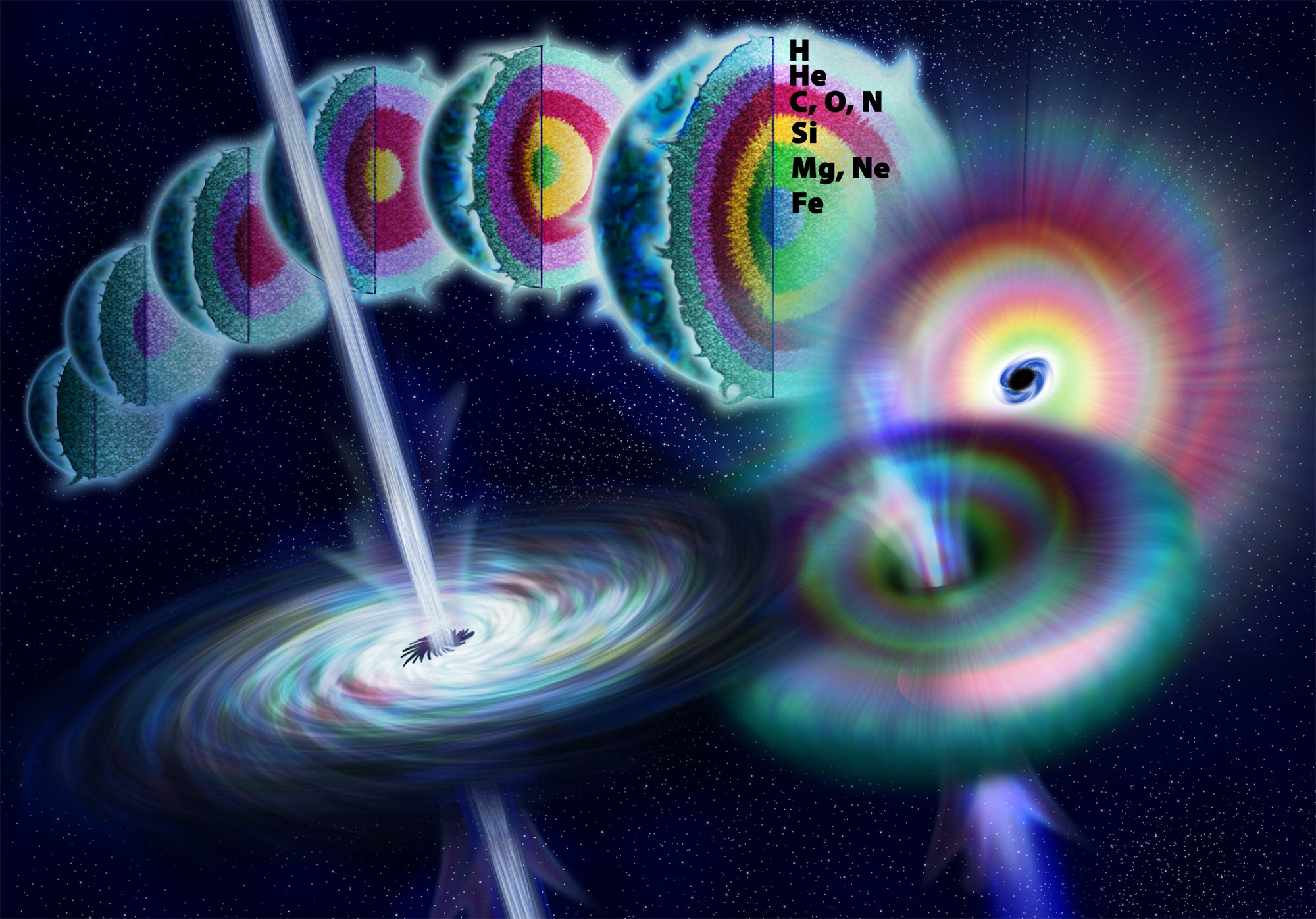
Els GRB des de l'espai profund poden tenir un paper clau en l'aparició de la vida (visió artística)

Segons el biòleg evolutiu Ernst Mayr, la vida ha de seguir una dotzena de passos abans d'aparèixer i colonitzar el medi ambient. Mayr conclou el nombre de factors (uns vuit), pel temps mitjà requerit per a l'aparició de la vida. La mitjana de temps necessari per a l'aparició de la vida ve donada per l'expressió: L/(21/n), en què «L» és el temps de vida de l'estrella (en anys) i «n» és el nombre de passos en la biogènesi (ja sigui 12). El temps d'aparició de 0,94 L és massa alt per a pensar que la intel·ligència és un fenomen galàctic generalitzat. És possible que la vida intel·ligent sorgís recentment, especialment pel fet que la seva aparició està relacionada amb la seqüència principal de la seva estrella. Segons Mario Livio, l'estrella té un important paper en la seva aparició; de fet, és la que determina la taxa d'oxigen per la fotodissociació del vapor d'aigua i els nivells d'oxigen i l'ozó a l'atmosfera. Livio va observar que el temps requerit per a desenvolupar la capa d'ozó -que permet la vida abundant en la protecció dels raigs ultraviolats- és la mateixa que la requerida per a l'aparició de la vida. Aquest temps incompressible, així com la producció còsmica de carboni, explica que no pot haver-hi civilitzacions més antigues que la nostra. La hipòtesi de la «Terra bola de neu» (snowball Earth), que remarca que la totalitat de la superfície de la Terra es va congelar en la glaciació Varanger, estudiada pel geòleg Paul F. Hoffman, suggereix que la vida podria suportar aquestes condicions extremes. De fet, l'explosió cambriana i l'aparició de les cèl·lules eucariotes després d'aquest període. Sembla que la tectònica de plaques és també un factor que ho permet. A més de generar el camp magnètic terrestre, la tectònica promou la biodiversitat. Un planeta sense activitat tectònica, per tant, no podria donar lloc a la vida.
Diverses hipòtesis biològiques suggereixen que la vida és un fenomen remot. La investigació actual suggereix que la gènesi de l'ADN no pot ser un resultat de la casualitat. No obstant això, la definició de vida encara està qüestionada. La vida és un procés d'etapes cel·lulars, que tenen un metabolisme, capaces de reproducció i, finalment, evolucionar, però altres característiques poden existir en l'univers. Com la vida no està prou definida, i com que «LUCA» (l'últim avantpassat comú universal) no ha estat identificat, no és possible determinar si es tracta d'un fenomen remot. Més precisament, «si es demostra que l'etapa que permet el pas de la química inorgànica a l'ADN és un fenomen poc freqüent, llavors es pot resoldre la paradoxa de Fermi». La transició entre les procariotes i les eucariotes és la pregunta més important del problema. Especialment, una falta de tertium comparationis, una altra forma de vida que no pertany a la biosfera terrestre. Aquesta és la raó que l'exploració del sistema solar a la recerca de rastres biològics sigui tan important: descobrir altres formes de vida, fins i tot microbianes, que tancaria el debat.

#### El principi antròpic

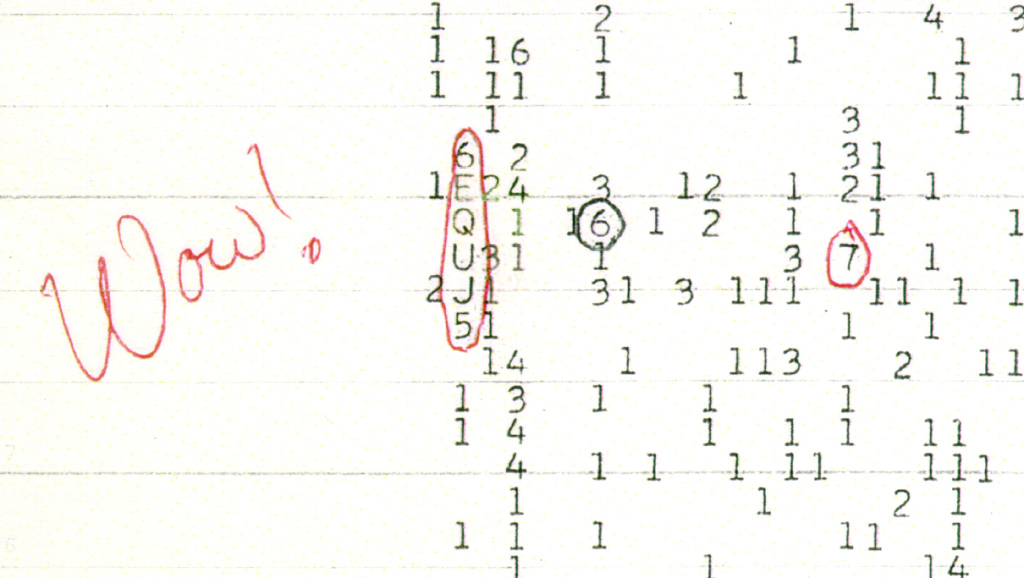
El senyal Wow!, possible missatge d'una civilització extraterrestre

El físic Brandon Carter creu que la humanitat podria ser única en l'univers, d'acord amb el «principi antròpic feble», idea que es pot parafrasejar de la següent manera: les lleis de la física que s'observen són les que permeten l'existència d'observadors; és a dir, àrea de reunió de les lleis, els temps d'operació compatible amb l'adveniment de la vida, etc. En contrast, el principi de parsimònia no permet creure de viure en un món prou gran per acollir el fenomen dues vegades, perquè llavors tindria moltes més probabilitats d'haver aparegut en una energia més petita, i per tant, més probable. El filòsof William Lane Craig va mencionar que el principi antròpic fort no és més lent que un argument teleològic que no prova res. Llavors, Carter ha realitzat diverses variants de la teoria. El principi antròpic feble (Weak anthropic principle, WAP) expressa que la posició de la Terra en l'univers és necessàriament privilegiada en el sentit que ha de ser compatible amb l'existència d'una forma de vida evolucionada, ja que som aquí per a observar-ho. En altres paraules, si l'univers era més petit, la vida no hauria tingut l'oportunitat de comparèixer.
El principi antròpic anomenat fort (Strong anthropic principle, SAP) expressa que l'univers ha de tenir les lleis i els paràmetres fonamentals, ja que els éssers evolucionats van aparèixer-hi en algun moment; també pot ser una explicació de la paradoxa de Fermi. Una connotació religiosa postula un desig o necessitat de canviar l'origen de l'univers. Per tant, presenta una finalitat còsmica darrere del desenvolupament de la humanitat. Finalment, hi ha la Final anthropic principle (FAP) dels cosmòlega John Barrow i Frank J. Tipler, que postula que la vida intel·ligent hauria de tenir lloc un cop assolits els màxims coneixements: sobreviuria per sempre, sempre afegint més coneixements, per formar de nou el mateix univers. Per al matemàtic Martin Gardner, el FAP és una aberració lògica, per això va anomenar-lo irònicament Completely ridiculous anthropic principle (CRAP).

#### La intel·ligència és estranya
Si la vida hagués pogut existir, no hi ha res a dir que pugui arribar a un nivell de desenvolupament suficient per ser classificat com a intel·ligent, és l'escenari «rare mind hypothesis» (hipòtesi d'intel·ligència poc comuna). L'únic exemple conegut és l'Homo sapiens. De fet, les espècies que utilitzen eines poden ser poc freqüents en l'univers. Les eines depenen de l'entorn, però un planeta que no tingui metall (o molt poc) no permetria als éssers humans desenvolupar tècniques i pràctiques. L'evolució tecnològica potser no és inevitable: no hi ha evidència que el progrés científic sigui una societat de dret. La galàxia podria contenir civilitzacions que van deixar de la seva etapa de desenvolupament l'ús de la pedra o del metall. També és possible que el nivell d'intel·ligència de l'espècie humana sigui poc freqüent. Tot depèn de la definició d'intel·ligència i la seva evolució. Finalment, el llenguatge pot ser també una adquisició remota, potser únic de la humanitat. La investigació de Noam Chomsky mostra que la facultat del llenguatge s'adquireix i és genètica, el resultat d'una llarga evolució depèn de les condicions ambientals que tots els planetes podrien tenir.

### Les civilitzacions extraterrestres existeixen, però no han estat presentades encara
Stephen Webb identifica 22 solucions a aquesta declaració, que es poden agrupar en quatre grups. Cal destacar que aquesta classe de solucions es basa en el «principi de mediocritat» (Principle of Mediocrity), que suposa que la Terra és comuna a la galàxia, i no única. La debilitat d'aquestes solucions, especialment aquelles amb una tendència sociològica, però, rau en el fet que se suposa que totes les civilitzacions extraterrestres adopten el mateix comportament. Aquests escenaris pertanyen a les solucions neocatastrofistes.

#### La dificultat dels viatges interestel·lars

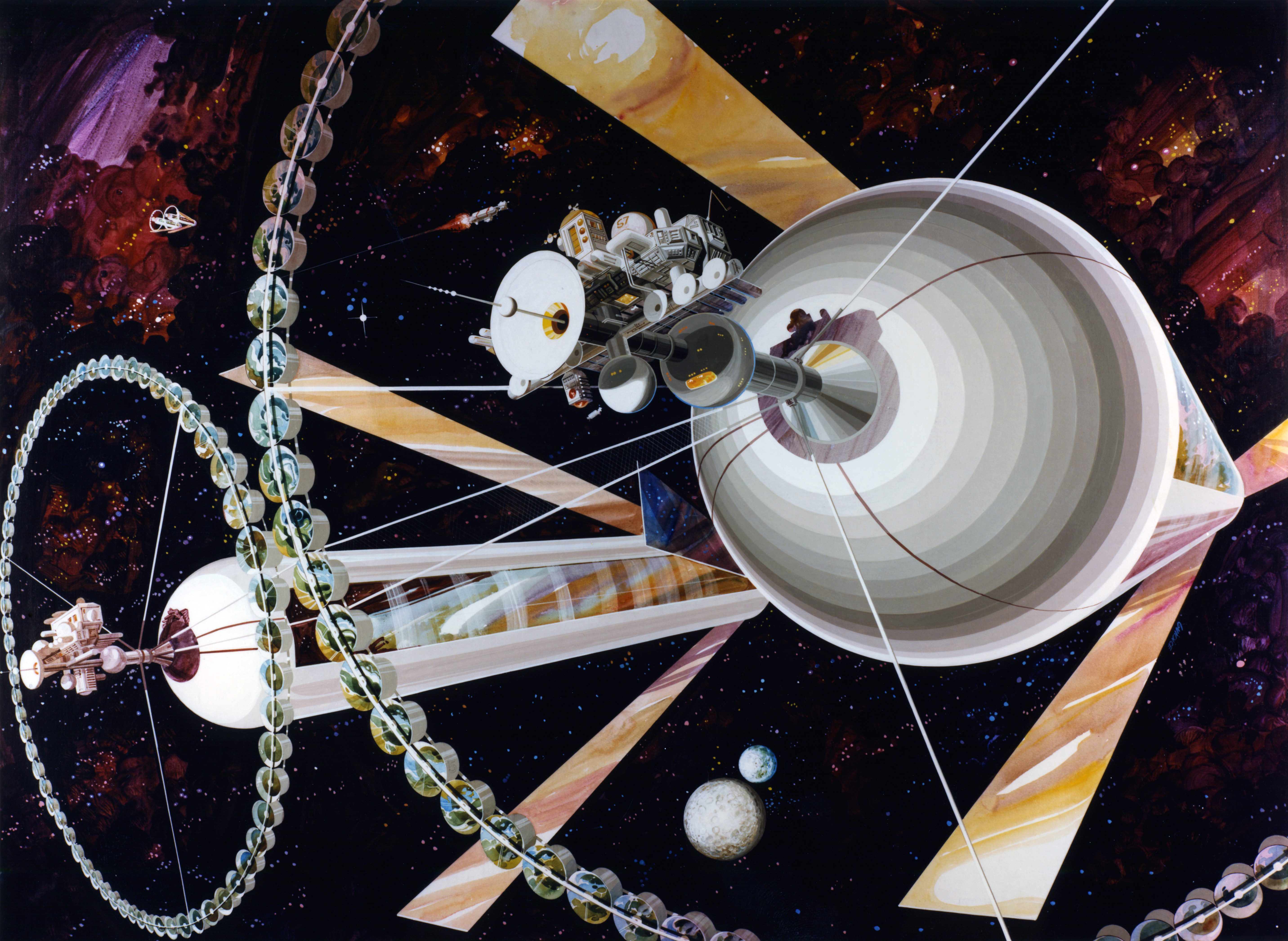
Un parell de cilindres O'Neill en un punt de Lagrange (visió artística per la NASA, 1970)

Els mitjans per a sortir de l'òrbita terrestre, actualment, són nombrosos —el coet químic, l'estatoreactor, la vela solar, la propulsió iònica— o els hipotètics —el sistema antigravetat, el motor de taquions o el transport en l'hiperespai—, però no es poden permetre el luxe d'explorar altres estrelles, segons Stephen Webb. Les arques espacials —idea presentada per John Bernal el 1929 sobre la nau generacional—, els cilindres O'Neill i els hàbitats espacials estan limitats per les grans distàncies entre els planetes viables. Si el viatge interestel·lar no és possible, llavors, d'acord amb Stephen Webb, la paradoxa de Fermi estaria resolta. Hi ha dues solucions tècniques hipotètiques, però el viatge interestel·lar més probable es mouria a una velocitat més gran que la llum (Faster-than-light, FTL) i el moviment amb singularitats espacials (tub de Krasnikov o el forat de cuc d'Alcubierre, la bombolla temporal de Chris Van Den Broeck o extracció de l'energia de la vida).
També és possible que les civilitzacions extraterrestres no hagin tingut el temps necessari per arribar a la Terra -aquesta solució s'anomena «explicació temporal de la paradoxa de Fermi» (temporal explanation of the Fermi paradox) per John Hart. Hi ha diversos models de colonització de la galàxia, de Sagan i Newmann a John Hart i Eric M. Jones, cadascun basat en variables i factors específics. Un model recent, de Geoffrey Landis publicat en el 2002, es basa en la teoria de percolació. Es basa en tres variables: la distància màxima per a establir una colònia —Landis considera que només són possibles els viatges de llarga durada—, que cada colònia, després d'algun temps, desenvolupi la seva pròpia cultura —i per tant, la seva pròpia ona de colonització—, i finalment, el fet que una colònia es pot establir en un planeta ja colonitzat. El model de percolació Landis permet calcular les probabilitats per a cada escenari de les direccions de la galàxia. Les civilitzacions es distribuirien d'acord amb les zones d'ocupació que serien buides però amb suport de vida. Segons ell, la Terra no es trobaria amb civilitzacions extraterrestres, ja que està situada en una d'aquestes zones. El model de Landis és feble i, en particular, no explica per què la Terra no rep senyals de ràdio d'altres civilitzacions.
| Autor                       | Característiques                                                                                                 | Temps estimat                                                                |
| --------------------------- | --- | ---------------------------------------------------------------------------- |
| John Hart                   | La colonització per mitjà d'una nau interestel·lar fins al 10% de la velocitat de la llum.                       | 1 milió d'anys.                                                              |
| Eric M. Jones               | La colonització depèn del creixement demogràfic del planeta origen, i les seves colònies.                        | 60 milions d'anys.                                                           |
| Carl Sagan i William Newman | La colonització es produeix com un procés de difusió matemàtic.                                                  | 13 miliards d'anys.                                                          |
| Ian Crawford                | La colonització depèn del temps que es necessita per a establir-se en un planeta i des d'allà construir una nau. | Entre 3,75 milions d'anys i 500 milions d'anys (segons els valors afectats). |
| Frank Tipler                | La colonització permet que les sondes s'autorepliquin.                                                           | 4 milions d'anys.                                                            |

Una possibilitat, citada sovint en la literatura o la ciència-ficció, està ideada per l'enginyer australià Ronald Bracewell, a partir dels autòmats autoreproductibles del físic John von Neumann. Aquestes sondes travessarien la galàxia i serien capaces d'autoduplicar-se, accelerant exponencialment la colonització i la seva rapidesa a un baix cost. Per a Bracewell, la sonda seria molt més eficaç que el senyal de ràdio. L'astrofísic Frank Tipler ha perfeccionat aquesta solució, anomenada Bracewell-von Neumann i, per tant, redueix el temps de la colonització de la galàxia en l'estimació de 4 milions d'anys. Es considera la solució més plausible perquè no veu l'única manera de colonitzar la galàxia -segons ell, el contacte entre les civilitzacions és impossible. També hi ha un escenari anomenat Deadly probes scenario (escenari de les sondes mortals), o Berserkers (boigs furiosos), que postula que aquestes sondes podrien destruir les civilitzacions que hagin assolit.

#### Els problemes de detecció i d'interpretació

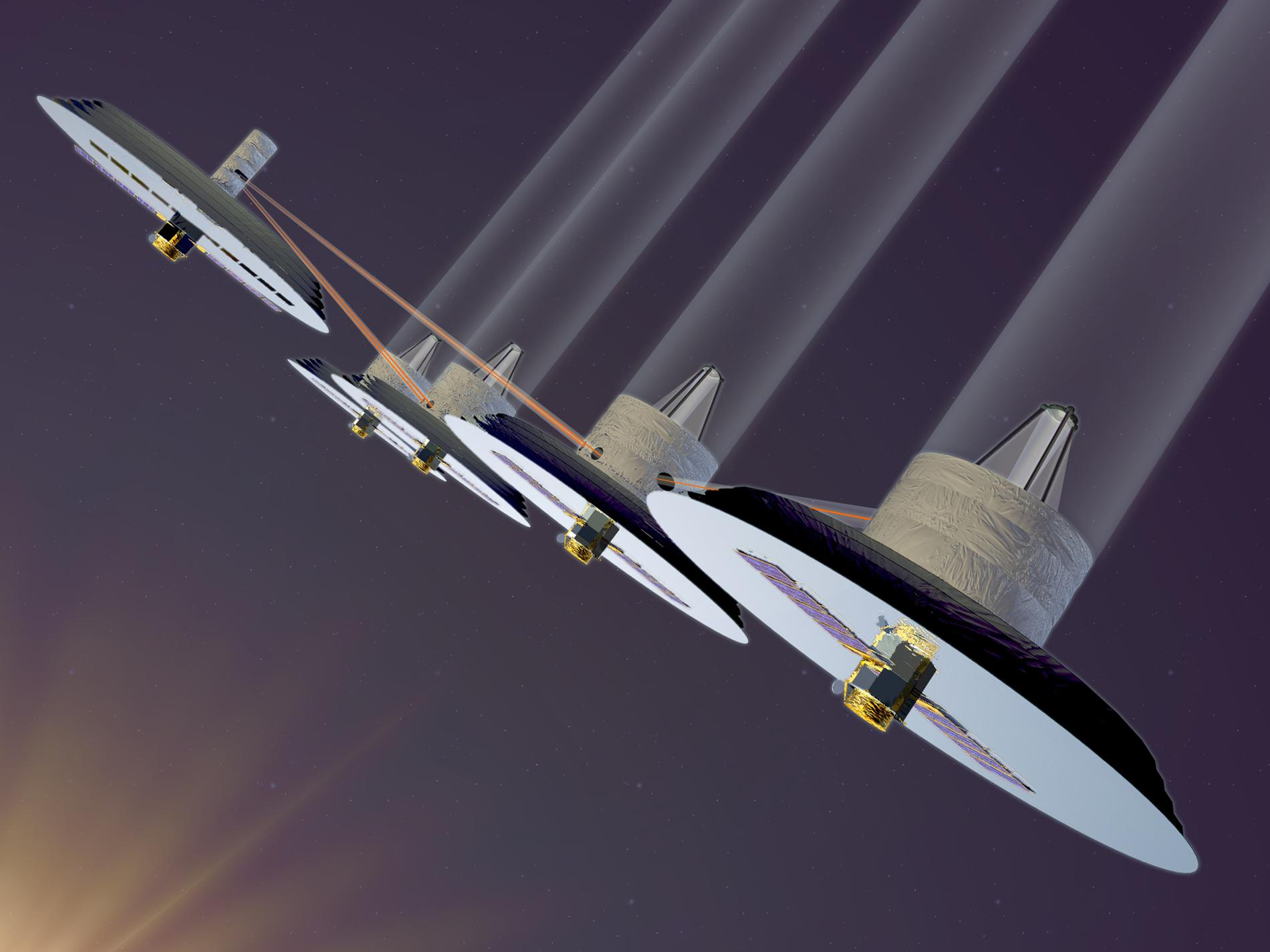
Els projectes dels telescopis espacials permeten observar òpticament mons distants

Els escenaris relacionats amb els problemes de comunicació són nombrosos. Els senyals de l'estratègia de recerca poden ser inadequats. Hi ha dos tipus de recerca que estan actualment disponibles: o bé dirigint-se a un estel -com el projecte Phoenix-, en gran part per escoltar el cel, i els programes SETI, SERENDIP i el BETA. Un estudi de Nathan Cohen i Robert Hohfeld mostra que la millor solució és escoltar la major quantitat d'estrelles possibles. No obstant això, el problema també rau en la investigació, a partir dels senyals recollits i els missatges intel·ligents. El projecte SETI@home de David Gedye representen l'esforç humà de més èxit. També és possible que el senyal intel·ligent ja es trobés en les bases de dades. El projecte META, en el 1985, estava dissenyat per detectar senyals de missatges intel·ligents, entre 60 trilions de senyals. Els astrònoms Benjamin Michael Zuckerman i Patrick Edward Palmer van escoltar prop de 700 estrelles properes, amb 10 senyals que es van detectar que podrien ser artificials. També és possible que els mitjans de detecció humans no escoltin prou part del cel, o no escoltin cap civilització, ja que és possible que no transmetin (el projecte espacial Darwin de l'ESA hauria de posar fi al problema mitjançant l'observació dels mons distants òpticament). Per a C. Rose i G. Wright, l'enviament de missatges inscrits en algun material (com la placa de la Pioneer) és una solució més eficaç per a comunicar-se en comptes de les ones electromagnètiques, mentre que per a Freeman Dyson s'hauria de centrar en les fonts d'observacions infraroges.

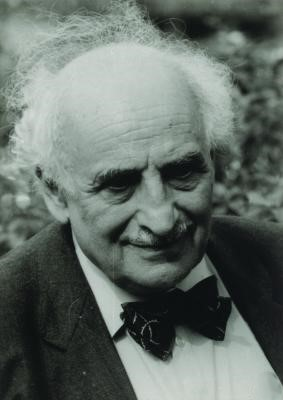
Hans Freudenthal

També és possible que les civilitzacions extraterrestres hagin desenvolupat matemàtiques diferents, ja que els seus entorns els ha permès inventar altres conceptes. El missatge, en realitat, pot ser codificat en un llenguatge matemàtic més enllà de la nostra comprensió. El matemàtic Hans Freudenthal va intentar, amb la invenció del llenguatge Lincos, de comunicar-se amb extraterrestres. La radiació dels cossos negres poden ser intents de comunicació.

#### La negativa o incapacitat per a comunicar-se
Hi ha moltes solucions proposades per Stephen Webb sobre la negativa o incapacitat tècnica per a comunicar-se amb altres civilitzacions. Un món extraterrestre molt avançat tecnològicament bé podria negar-se a abandonar el sistema planetari. Dyson creu que la civilització de tipus III no tindria necessitat de sortir de l'estrella original. Gràcies a l'esfera que encercla el seu sol, podria capturar tota l'energia necessària sense haver d'explorar la galàxia. Els extraterrestres també podrien quedar-se al seu lloc d'origen per raons filosòfiques o perquè han desenvolupat un potent entorn virtual on viuen completament. De fet, poden no tenir desig de comunicar-se, per prudència i l'isolacionisme, que són característiques de les civilitzacions avançades —hi ha exemples a la Terra—, o perquè les nostres ments no poden entendre el senyal. Els extraterrestres podrien resoldre l'exemple de la qüestió de la necessitat i han eliminat qualsevol investigació intel·lectual. Hi ha moltes raons, segons Stephen Webb, que no resolen la paradoxa de Fermi. Els mons extraterrestres coberts de núvols poden estar banyats en llum totalment a causa de la presència de diversos sols i estar sempre foscos -com en la novel·la d'Isaac Asimov, Quan hi ha foscor, del 1941-, on també serien incapaços de comunicar-se amb transmissions interestel·lars. Finalment, una altra hipòtesi: la Terra pertany a l'horitzó de les partícules -límit còsmic més enllà del qual la llum no ha arribat fins a nosaltres- i els altres mons segueixen sent inobservables.
Les insalvables dificultats tècniques també podrien explicar la paradoxa. Les explicacions referents a això són nombroses. Els extraterrestres poden haver enviat un senyal interestel·lar, però pot prendre moltes formes (senyal electromagnètic, les partícules gravitacionals o taquions), algunes de les quals són encara desconegudes per a la humanitat. El problema de les freqüències d'emissió també són crucials: un senyal pot ser enviat des d'un altre món, però la humanitat no sap on buscar-lo. Philipp Morrison i Giuseppe Cocconi han estudiat el tema a finals del 1950. Van comparar totes les possibilitats, inclòs l'espectre electromagnètic, des de les ones de ràdio als raigs gamma. Es creu que l'ús en la comunicació interestel·lar amb raigs gamma és la que seria més probable que sigui usada per una civilització extraterrestre. John Ball també creu que els esclats còsmics de raigs gamma són intents de comunicació. També troben que la banda d'emissió més adequada és entre 1 GHz i 10 GHz, o més precisament entre 1,42 GHz i 1,64 GHz —regió anomenada forat d'aigua, waterhole en anglès—, que es correspon amb l'espectre de l'hidrogen. Frank Drake va intentar escoltar la banda d'emissió amb el projecte Ozma. Segons Webb, no hi ha proves que els senyals inusuals captats per radiotelescopis (com el senyal Wow!) siguin autèntics missatges extraterrestres. Les emissions de pols de làser podrien ser una solució de comunicació d'acord amb Stuart Kingsley (projecte COSETI).

#### Les catàstrofes o la transcendència

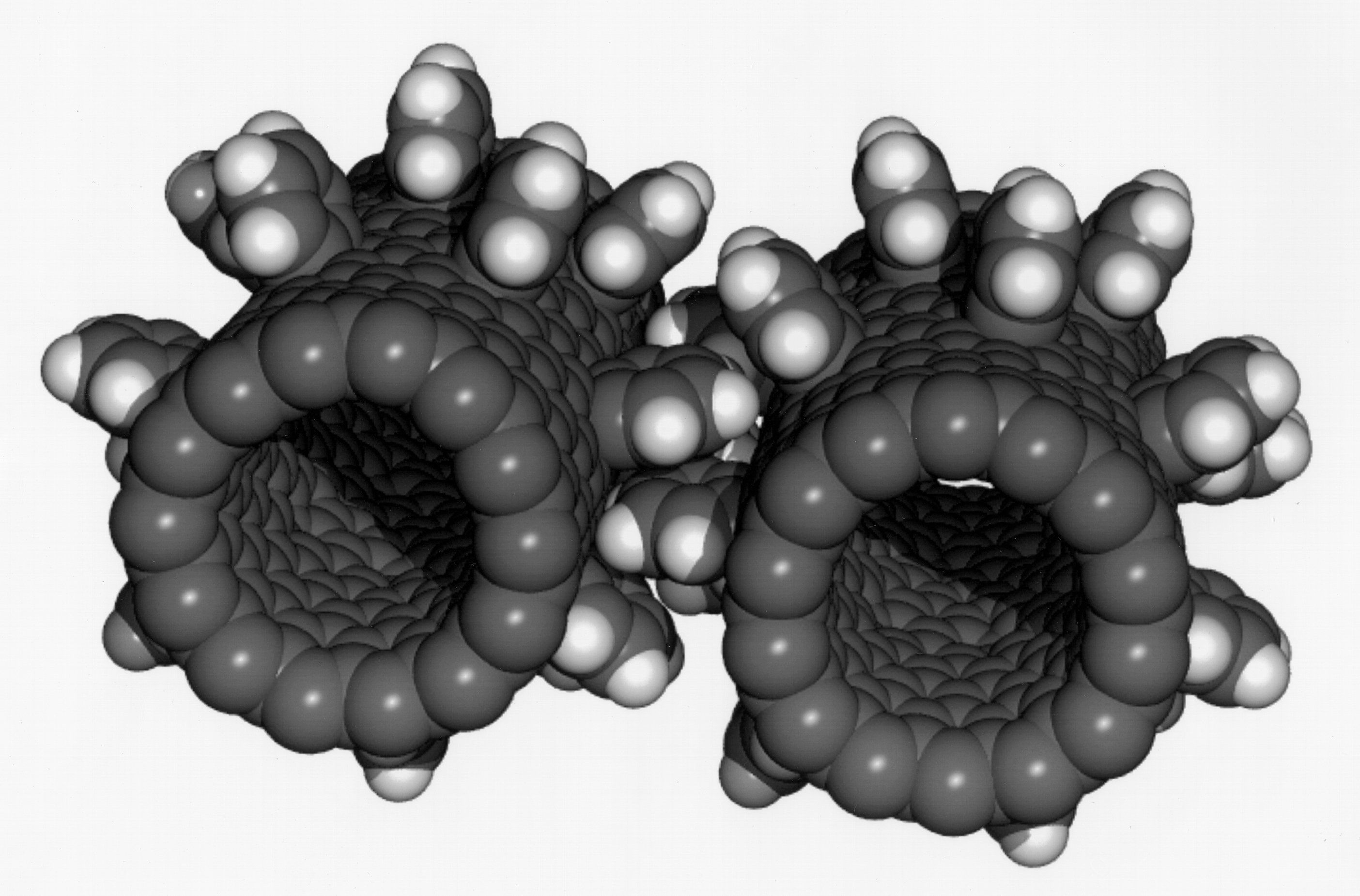
La nanotecnologia en una simulació de la NASA

El fet que no hi ha senyal o cap empremta extraterrestre detectada pot ser perquè les civilitzacions tendeixen a desaparèixer abans d'aconseguir la seva maduresa. Moltes suposicions són víctimes de la guerra o d'un hivern nuclear, o d'una guerra bacteriològica/química. Els mons extraterrestres també podrien desaparèixer a causa de la superpoblació i dels desastres ecològics que s'hi relacionen. Després de la invenció de la nanotecnologia, Eric Drexler en el seu llibre Motors de la creació suggereix la possible existència d'una grey goo (plaga grisa) de nanorobots programats per a autoreproduir-se ràpidament escapant-se del control del seu creador en poc de temps, cobrint tot el planeta -suposant l'ecoplaga global. El físic Robert Freitas va considerar que aquest és un dels factors d'extinció probables de les civilitzacions extraterrestres. La destrucció també pot haver resultat en experiments científics, com ara els de l'acceleració de partícules. El nombre de solucions també explora la longevitat de les civilitzacions extraterrestres. Expliquen la paradoxa de Fermi pel fet que hi ha un temps de vida limitat per a cada civilització i que no els permet colonitzar la galàxia o comunicar-se amb altres mons.
Les civilitzacions extraterrestres, almenys les intel·ligents, tendirien a existir només efímerament o s'autodestruirien. Segons Lipunov, cada civilització té un temps de vida limitat per factors que són específics. Una solució a la paradoxa és la proposada per l'astrofísic John Richard Gott el 1969, que va anomenar com l'argument de l'apocalipsi (Doomsday argument). Selgons Gott, cada civilització, d'acord amb les seves característiques, té una probabilitat de vida o mort avaluable amb una eina estadística, la «delta t». Utilitzant el principi copernicà, s'estima que hi ha el 95% de probabilitat que l'espècie humana continuï entre 5.100 i 7,8 milions d'anys. En combinació amb l'equació de Drake, el model de Gott indica que hi ha menys de 121 civilitzacions en la galàxia capaces de radiotransmetre. Segons I. Bezsudnov i A. Snarskii, el contacte, després de reunir-se en un conglomerat de civilitzacions galàctiques (Galactic Club), és l'únic factor que permetria a una civilització d'estendre la seva pròpia duració, i a causa de l'estimulació intel·lectual que faria d'aquest tipus d'intercanvi. Un món que no s'ha reunit amb altres civilitzacions tendeixen a desaparèixer.

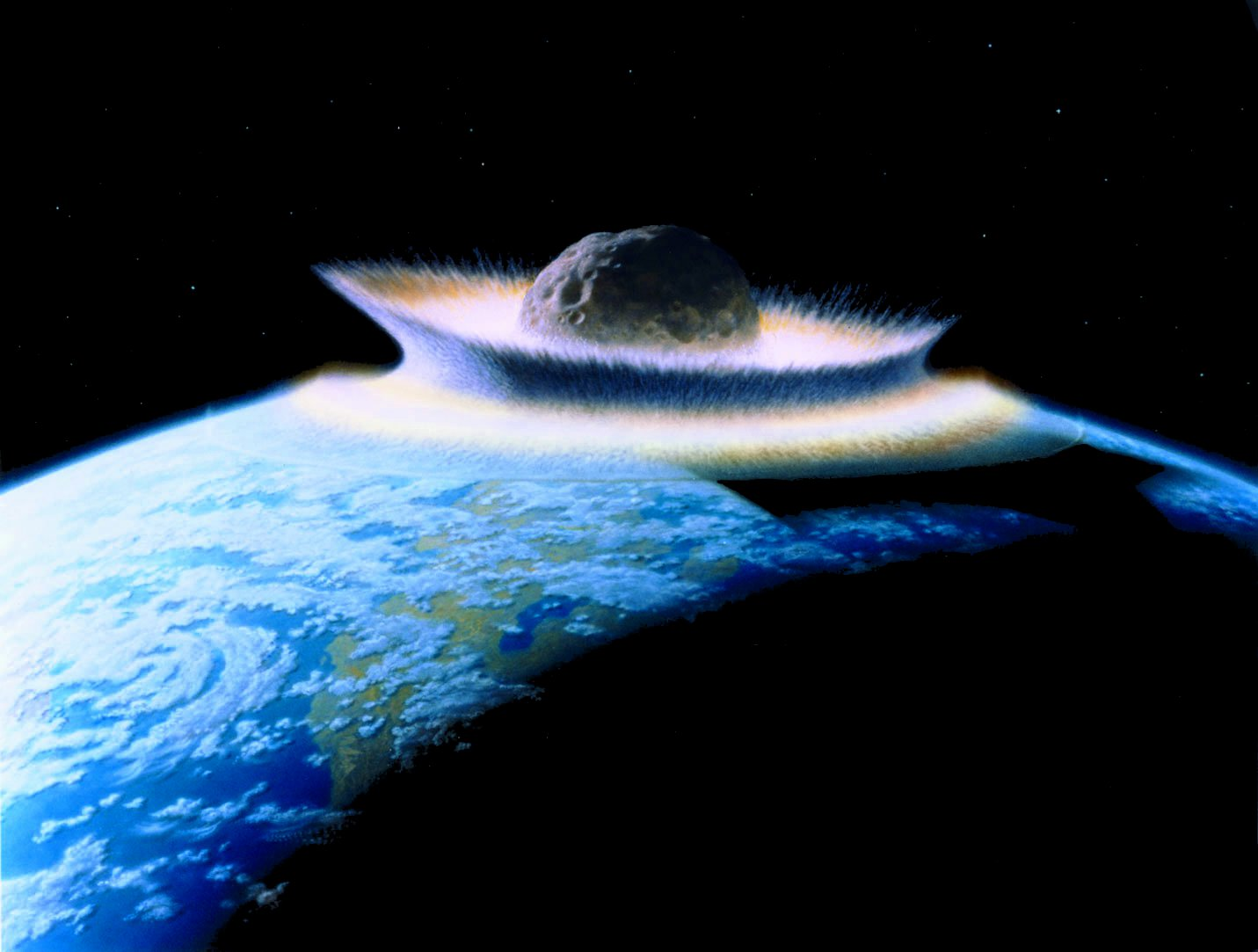
L'impacte d'un NEO pot explicar el final d'una civilització alienígena

Segons l'escriptor de ciència-ficció i matemàtic Vernor Vinge, l'evolució tecnològica resultarà, en la història humana, un canvi radical en la civilització, que ell anomena singularitat. Prenent la idea de Vinge, Stanislaw Ulam i I. J. Good postulen que els extraterrestres no es comunicaven perquè no han arribat a un nivell d'existència transcendent. Segons Stephen Webb, no obstant això, la hipòtesi de Vinge no resol la paradoxa de Fermi, ja que no explica per què no hi ha cap senyal extraterrestre que no hagi estat rebut. A més, la singularitat agreuja encara més la paradoxa, ja que postula que les civilitzacions poden assolir un alt nivell de tecnologia.

### Les civilitzacions extraterrestres existeixen i ens visiten
Stephen Webb identifica vuit solucions a aquesta declaració (incloent-hi una d'humorística). Aquesta classe de solucions és similar al solipsisme.

#### El fenomen OVNI

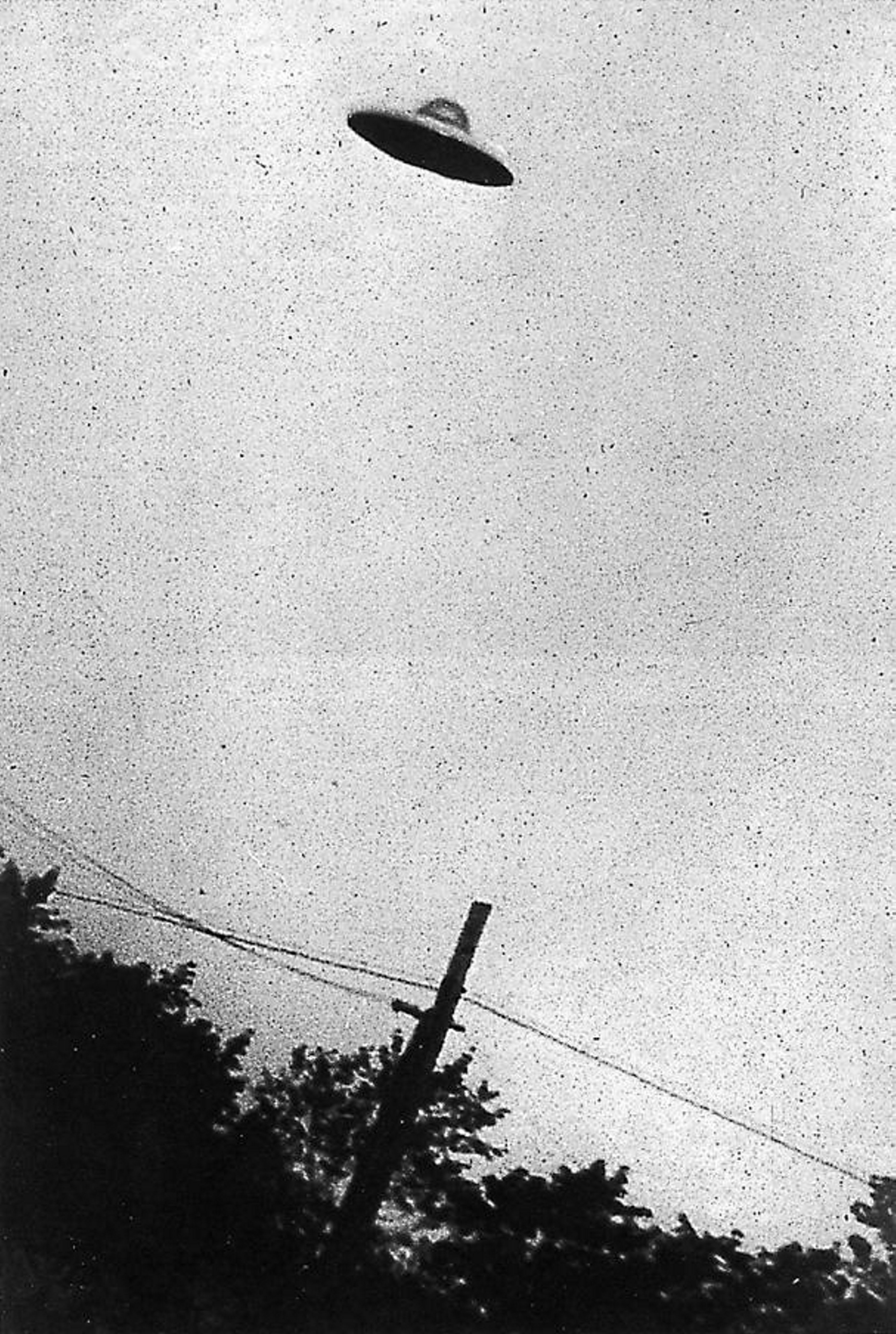
Un presumpte OVNI fotografiat a Passoria, a Nova Jersey, als Estats Units, el 1952

Des del 1947, el testimoni de Kenneth Arnold, el fenomen OVNI és la solució més famosa per a la hipòtesi que les civilitzacions extraterrestres existeixen i ens visiten, així que si els «plats voladors» es consideren reals, llavors la paradoxa de Fermi estaria resolta immediatament. Segons Webb, aquesta solució, però, és incompleta perquè no hi ha evidència que els ovnis són màquines extraterrestres. Per a Pierre Lagrange, existeix la subparadoxa de la mateixa paradoxa de Fermi, conseqüència directa de la primera, la «paradoxa dels OVNI»: postula que els ovnis no tenen res a veure amb els extraterrestres, per tant, «si ens enfrontem amb extraterrestres, tot passaria per la controvèrsia sobre els ovnis».
El fenomen OVNI no esmenta les solucions científiques proposades. Robert Freitas exclou la paradoxa de Fermi. J. Deardorff, B. Haisch, B. Maccabee i H. E. Puthoff consideren que alguns casos d'observacions d'OVNI ofereixen pistes que suggereixen que les entitats extraterrestres visiten la Terra. Beatriz Gato-Rivera ha estudiat el seu escenari, en el qual la Terra es troba en l'àrea d'influència d'una hipercivilització galàctica.

#### Les empremtes del pas dels extraterrestres
Webb identifica una altra classe de solucions que tendeixen a demostrar que els extraterrestres són presents a prop de la Terra, i van deixar constància del seu pas. L'explosió misteriosa a Tunguska el 1908, unes estructures suggereixen que hi ha tecnologia a la Lluna, o les pròpies creences sobre si la seva cara oculta podria contenir bases extraterrestres són dins d'aquesta categoria, com la teoria dels antics astronautes popularitzada per Erich von Däniken en la dècada dels anys 1970. Segons ell, els extraterrestres han visitat la Terra en el passat de la humanitat, deixant vestigis com les piràmides maies o els traçats de Nazca. Un altre escenari especula que les sondes extraterrestres estarien presents en òrbita en un dels cinc punts de Lagrange, en la seva perifèria (Artifact Hypothesis). Els ecos de ràdio locals (LDE), per tant, serien emesos per les seves sondes, que supervisarien l'evolució de la humanitat; aquesta és la hipòtesi del sentinella (sentinel hypothesis). No obstant això, aquestes comparacions són poc rigoroses. Carl Sagan i J.-S. Shklovsky, el 1966, examinen una tradició llegendària sumeriana que narra com els éssers superiors han ensenyat les principals disciplines del coneixement als humans, tot i que és impossible demostrar la realitat del contacte extraterrestre d'aquests escrits. En absència d'una evidència clara —per exemple, un artefacte extraterrestre o una avançada tecnologia—, establir els rastres extraterrestres en la història (astroarqueologia) és una acció sense rigor.

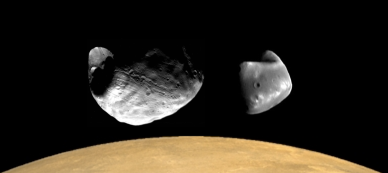
Els satèl·lits naturals de Mart, Phobos (esquerra) i Deimos (dreta)

En el planeta Mart, des de fa temps, es van cristal·litzar les suposicions sobre l'existència de civilitzacions extraterrestres que ens envolten. La creença en la presència de canals en la seva superfície, a partir d'observacions astronòmiques de Giovanni Schiaparelli el 1877, o el comportament enigmàtic del seu satèl·lit Phobos, ha fet de Mart un lloc privilegiat de projeccions humanes pel que fa a l'existència d'extraterrestres. J.-S. Shklovsky, per exemple, va suggerir que Phobos era artificial, mentre que Salisbury afirmava que va ser posat en òrbita entre el 1862 i el 1877 (l'astrònom Heinrich Arrest no el va poder observar en el 1862). Altres llocs, però, han cristal·litzat la imaginació humana: els asteroides del cinturó més enllà de Mart poden contenir colònies extraterrestres, segons Michael Papagiannis, 
mentre que per a David Stephenson l'òrbita excèntrica de Plutó és un signe de projecte d'astroenginyeria. Els altres planetes nans transneptunians són igualment altres candidats a la hipòtesi de bases extraterrestres.

#### La teoria de la panspèrmia

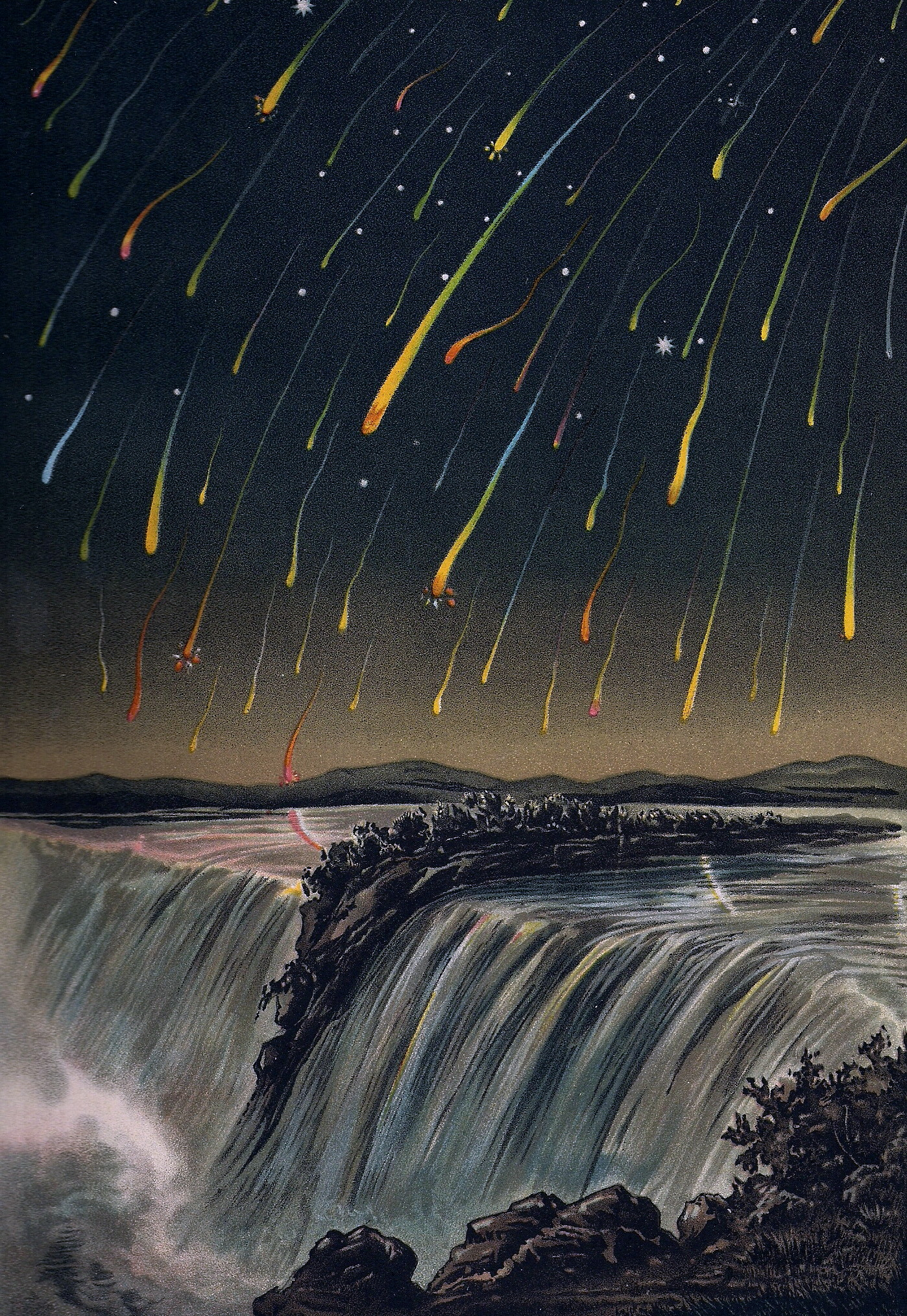
Segons la teoria de la panspèrmia dirigida, la vida podria arribar a la Terra mitjançant cometes

Webb aborda una classe de solucions sobre la hipòtesi que els humans són els extraterrestres. Fred Hoyle i Chandra Wickramasinghe pensaven que els microbis podrien haver estat transportats pels estels sobre la Terra, cosa que explica les grans extincions en la història; la teoria de la panspèrmia constitueix el nucli d'aquest escenari. El 1973, un dels descobridors de l'ADN, Francis Crick, i Leslie Orgel, van anar més enllà en plantejar la idea d'una «panspèrmia dirigida» (directed panspermia), és a dir, una intenció intel·ligent i deliberada per a sembrar vida a la Terra. Els objectius serien múltiples: preparar el planeta per a les futures colonitzacions adaptades a la seva composició química, efectuar una prova a gran escala per salvar el codi genètic de tota una civilització en agonia. La creença que l'ADN de les espècies que viuen a la Terra és un missatge o llegat dels extraterrestres usant la panspèrmia, teoria que data de la dècada del 1970, està profundament arrelada en l'imaginari col·lectiu.

#### La hipòtesi del zoo
Teoritzada el 1973 per l'astrònom John A. Ball, la hipòtesi del zoo planteja que els extraterrestres també existeixen i estarien interessats en la nostra espècie. Podien fer-ho de la mateixa manera que s'observa els animals en reserves naturals, per curiositat científica i tractant d'interaccionar el mínim possible amb aquests, podrien observar des d'una distància determinada, des del cinturó d'asteroides o en el sistema solar exterior. Aquesta hipòtesi està directament destinada, segons Ball, a resoldre la paradoxa de Fermi. Això reflecteix la idea que, atesa la longevitat de l'univers, les civilitzacions extraterrestres haurien de ser nombroses i s'haurien estès per tota la galàxia. No obstant això, l'absència de contacte és l'argument més fort a favor de la hipòtesi del zoo, que està d'acord amb els elements tinguts en compte en diverses variants.
L'escenari s'anomena laboratori, i planteja que la Terra és el subjecte d'un experiment, i James Deardorff proposa l'escenari d'un "bloqueig porós" (leaky embargo): alguns extraterrestres no respectarien la situació intocable de la Terra i la visitarien. Deardorff, per tant, és capaç d'integrar les observacions d'OVNI en el seu escenari, cosa que no podia fer Ball. Un desenvolupament addicional d'aquesta hipòtesi és l'anomenada quarantena galàctica: una o més civilitzacions extraterrestres esperen que la humanitat arribi a un cert nivell de tecnologia, o evitar l'autodestrucció, abans de fer-hi contacte. Per a Webb, aquests desenvolupaments d'escenaris i alternatives pateixen diversos defectes: no són comprovables, no aconsegueixen explicar per què la Terra no ha estat colonitzada molt abans de l'aparició de la vida i, finalment, no expliquen per què els telescopis no han observat cap senyal de vida intel·ligent a la galàxia.

#### La hipòtesi de l'apartheidcòsmic
Segons Webb, la hipòtesi de l'«apartheid còsmic» és un desenvolupament de la hipòtesi del zoo que, no obstant això, és en si mateixa una solució independent a la paradoxa de Fermi. El 1987, Martyn J. Fogg teoritza que la Terra i les seves espècies vives es tornen intocables per a civilitzacions extraterrestres a causa dels equilibris de poder de la galàxia. Aquesta «hipotesi de la prohibició» (interdict hypothesis) es basa en la idea que, amb tota probabilitat, s'hauria colonitzat la galàxia, molt abans de la formació del sistema solar, i que la galàxia està entrant en una era d'equilibri de poder, la qual cosa explicaria que no hi hagi contacte amb extraterrestres. La Terra es trobaria dins de la zona d'influència d'un d'aquests poders galàctics, un membre del Galactic Club, ideat per Fogg i adoptada per Sagan i Newman, que també parla d'un codi de conducta comuna, el Codex Galactica. La Terra seria doncs en un domini reservat a aquest poder, sense contacte possible sempre que la humanitat no hagi adquirit la tecnologia suficient per unir-se al "Club Galàctic". Webb, però, veu una debilitat en aquesta hipòtesi: l'homogeneïtat cultural és un mite, donada la relativitat dels viatges interestel·lars, cosa que constitueix un obstacle per a la construcció de grans civilitzacions. Aquest tema de la provolució és molt popular en la literatura i el cinema, com en Cicle de l'elevació (1980) de David Brin, especialment.

#### La hipòtesi del planetari

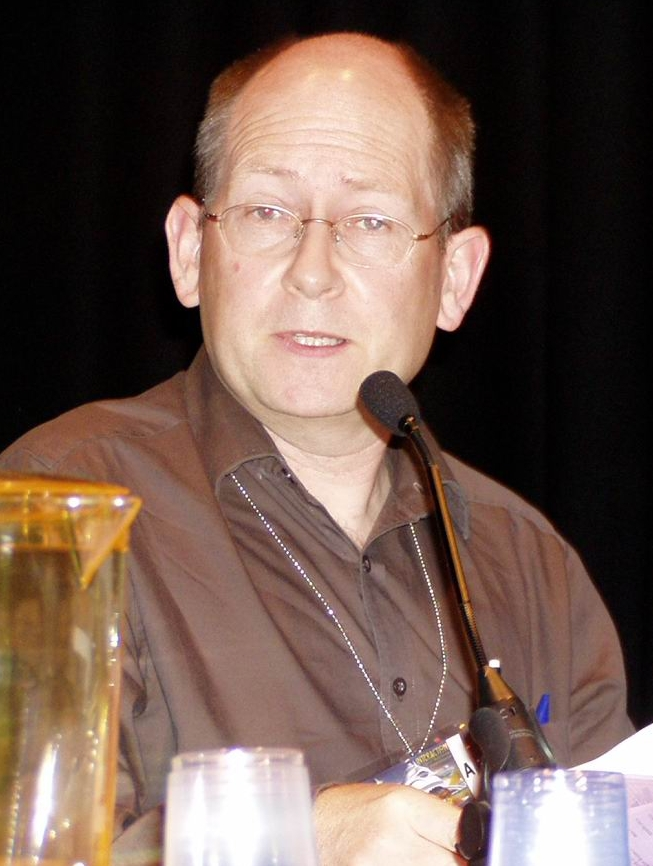
L'escriptor de ciència-ficció i físic Stephen Baxter, autor de la hipòtesi del planetari

Per a Stephen Baxter, la paradoxa de Fermi es pot resoldre utilitzant una aproximació de la hipòtesi del zoo: la hipòtesi del planetari (planetarium hypothesis), que la Terra estigués dins d'una simulació de realitat virtual de gran abast que emmascarés els senyals i evidències de la presència extraterrestre. Els senyals electromagnètics dissimulen els senyals de la seva presència en generar l'equivalent d'un planetari en el sistema solar sencer. La idea va ser inclosa en la novel·la de Robert Heinlein, Universe, però també en el cinema en Matrix o The Truman Show. Per a Stephen Webb, la hipòtesi tendeix a ser un solipsisme modern, va en contra de la navalla d'Occam, és poc realista, llevat que se suposi que una civilització molt potent (de tipus III de Kardaixov) existís. Aquests dispositius requeririen un control d'astroenginyeria. Anders Sandberg va imaginar el «cervell de Júpiter»: els cervells artificials, de la mida de Júpiter, serien una fenomenal potència de càlcul. Aquests projectes d'astroenginyeria serien capaços de consumir l'energia de les estrelles per a funcionar.

#### Els extraterrestres són déus
L'última classe de solucions per a la hipòtesi que els extraterrestres existeixen i realitzen visites, però continuen sent invisibles a la humanitat, ja que tenen una tecnologia avançada i podrien considerar-se com a déus. Un escenari, més especulatiu és que: l'univers és una creació de Déu, que és un extraterrestre. Smolin i Edward Harrison han suggerit que els forats negres són generats per les potències demiúrgiques per crear mons. Aquesta hipòtesi es basa principalment en l'exoteologia. En The Physics of Immortality : Modern Cosmology, God and the Resurrection of the Dead, Frank J. Tipler va utilitzar el principi antròpic per a postular l'existència d'una civilització extraterrestre tan avançada que podria, després del big crunch, generar un nombre infinit de càlculs, de manera que seria capaç de reformar l'actual univers en una simulació virtual. Aquesta civilització podria incloure la creació del multivers, en el qual el principi antròpic seria eficaç, a més que també podria assegurar que, en cada univers, les espècies intel·ligents siguin úniques. Les solucions espirituals també hi són considerades: l'absència dels extraterrestres s'explica pel fet que l'univers va ser creat per l'ànima humana. El món és buit de vida per a permetre la introducció de la parusia anunciada.

## En la ficció

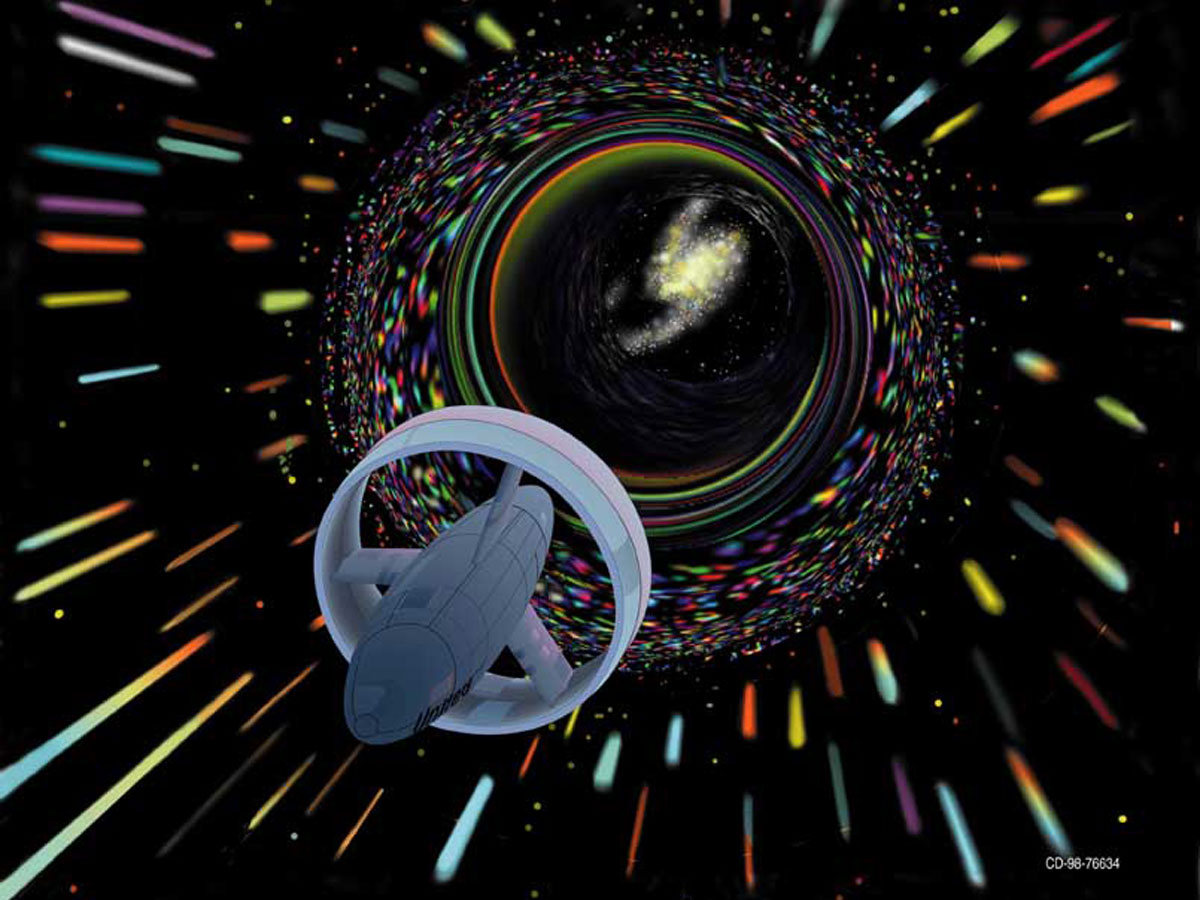
La ciència-ficció ha ideat moltes solucions de la paradoxa de Fermi

La paradoxa de Fermi i les possibles solucions són esmentades en diverses obres de ficció, especialment en el tipus de ciència-ficció. Aquest gènere qüestiona la imaginació humana: «Amb Solaris de Stanislaw Lem, 2001: una odissea de l'espai de Stanley Kubrick i especialment en Contact, de Carl Sagan, que Robert Zemeckis va portar a la pantalla el 1997, el contacte dona lloc a una situació en què es transcendeix la nostra intel·ligència per altres formes d'intel·ligència». En el cinema, la idea que els extraterrestres contacten amb la humanitat sense mostrar-se —hipòtesi «grans transparents»— s'ha explotat moltes vegades: en The Adjustment Bureau del 2011 inclòs (d'acord amb la novel·la de Philip K. Dick). En el còmic, Hergé toca aquesta hipòtesi en la disfressa de Jacques Bergier en Vol 714 a Sidney.
En Ultimate Extinction (comic book, edicions de Marvel, núm. 1, 2006), Reed Richards amb Galactus, proporciona una solució a l'aparent contradicció entre l'equació de Drake i la paradoxa de Fermi: la Terra encara no ha contactat amb les civilitzacions extraterrestres perquè es fan més escasses a causa de la conducta depredadora d'una d'aquestes. En la novel·la Babel Minute Zero de Guy-Philippe Goldstein, editada en el 2007, el president Ernst Alberich assenyala que quan es discuteix la paradoxa, Enrico Fermi treballa en una de les seves solucions, que no vol esmentar: la creació de la primera bomba H. Atrapat per la lògica de la guerra que ha inspirat sempre, la humanitat està condemnada a una mena d'autodestrucció, encara que és plenament conscient. No obstant això, és el mateix per a totes les altres espècies en l'univers, segons explica Alberich.
En la novel·la Espace (Manifold: Space, 2001, publicada en el 2007), Stephen Baxter explica que totes les espècies prou avançades no tenen temps per a aconseguir el tipus IV de l'escala de Kardaixov, ni la possibilitat que es propagui en l'univers, ja que són sistemàticament erradicades per l'explosió d'un púlsar proper, o l'extinció per esgotament de recursos. A l'univers, les explosions de púlsars i l'escassetat de recursos són prou freqüents per a evitar que qualsevol civilització es desenvolupi a llarg termini o, si més no, doni lloc a una certa fracció de la regressió a l'organització tribal. Altres novel·les de Baxter proposen solucions a la paradoxa de Fermi, especialment The Children's Crusade (2000), Refu-gium (2002) i Touching Centauri (2002). Finalment, en Accelerando, Charles Stross, per la seva banda, planteja que davant la dificultat i el cost de l'exploració espacial, una civilització prou avançada podria replicar-se sobre si mateixa i no colonitzar l'univers vivent, i sí fer-ho en mons virtuals generats per esferes de Dyson concèntriques.
Són nombroses les novel·les de ciència-ficció que aborden les solucions a la paradoxa de Fermi: A. E. van Vogt en Asylum (1942), David Brin en Just a Hint (1981), The Crystal Spheres (1984) i en Lung?sh (1986); Gregory Benford en À travers la mer des soleils (1984); Charles Pellegrino en Flying to Valhalla (1993), Joe Haldeman en Le Message (2000); Alastair Reynolds en L'Espace de la révélation (2000), Paul J. McAuley en Interstitial (2000); Robert Reed en Lying to Dogs (2002), o Jack McDevitt en Omega (2003). En Berserker (1967 i 1979), Fred Saberhagen pren els escenaris de sondes autoreplicants que destrueixen les civilitzacions que hi han arribat. En Les Grands Transparents (2010), Philippe Bataille utilitza la suposició dels «grans transparents» (la humanitat és ajudada per una entitat extraterrestre). En The Fermi Paradox Is Our Business Model (2010), Charlie Jane Anders posa l'escena de l'encontre amb extraterrestres que es beneficien de les civilitzacions moribundes o mortes. En La Paradoxa de Fermi (2002), Jean-Pierre Boudine examina la possibilitat que les civilitzacions intel·ligents es destrueixen amb un conte filosòfic, combinant el pensament científic i les possibles solucions a la paradoxa. La «broma còsmica» de Fermi és per a Boudine una oportunitat per a criticar la tendència destructiva de la humanitat.